# Kaatsheuvel

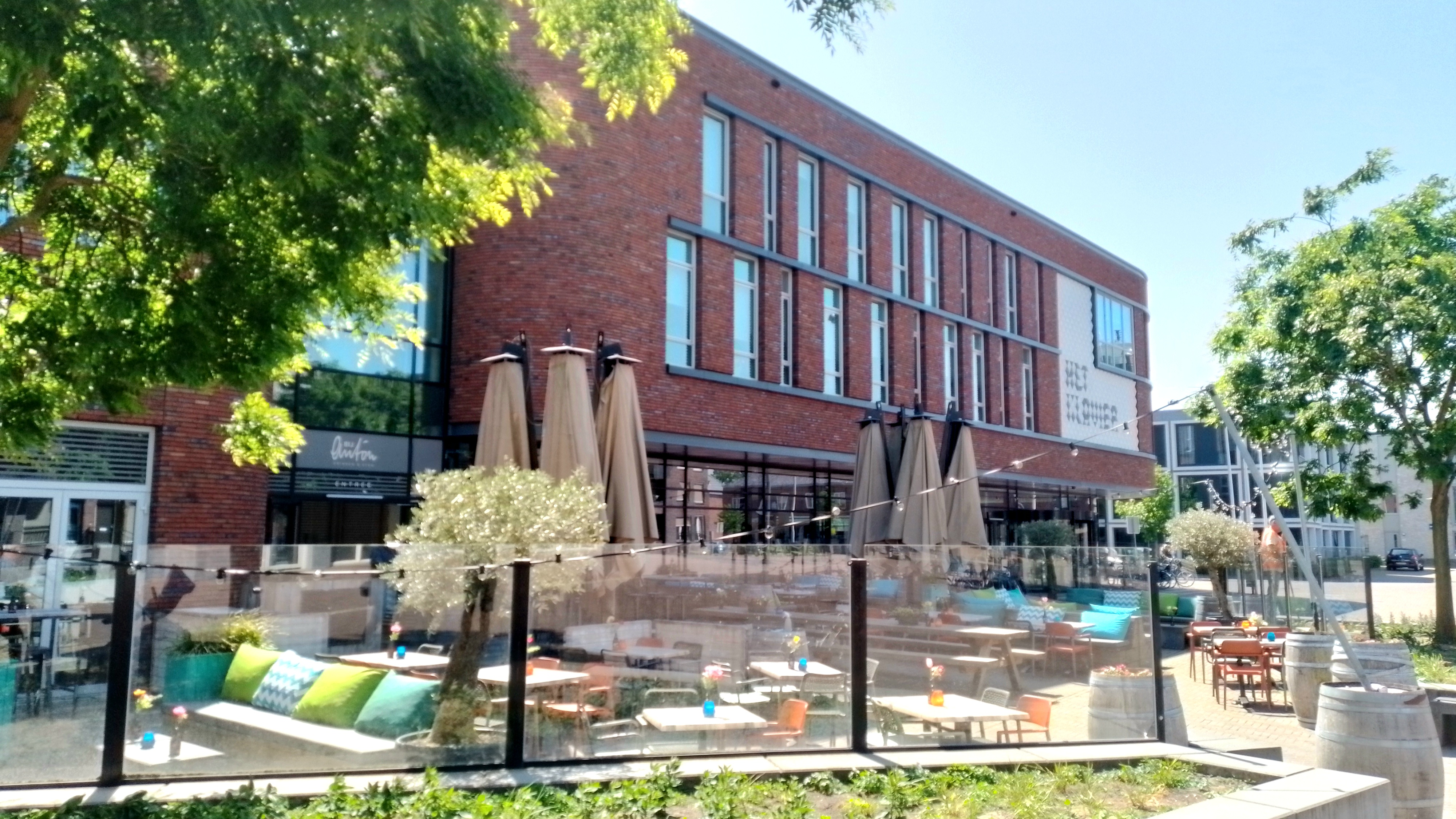
Gemeentehuis Loon op Zand in Kaatsheuvel

Kaatsheuvel (met de klemtoon op 'Kaats', niet zoals vaak gehoord met de klemtoon op 'heu'), in het plaatselijke dialect Ketsheuvel, is een dorp in Noord-Brabant, in de gemeente Loon op Zand. Het dorp wordt omringd door de 3 natuurgebieden, Nationaal Park De Loonse en Drunense Duinen, Landgoed Huis Ter Heide en Westelijke Langstraat en telde op 1 januari 2023 16.945 inwoners.
Het dorp is ontstaan als gemeenschap van turfstekers, later was vooral de schoenindustrie er belangrijk. In de twintigste eeuw kreeg het bekendheid als vestigingsplaats van de Efteling, de De Mandemakers Groep en de nabijheid van Nationaal Park De Loonse en Drunense Duinen.

## Religie
Kaatsheuvel is, net als de grote meerderheid van de Zuidelijke Nederlanden, katholiek gebleven na de reformatie.
De parochie Heilige Willibrord heeft lange tijd 3 actieve kerken onder zijn beheer gehad. 
Deze parochie maakt deel uit van het bisdom Den Bosch en de Rooms Katholieke Wereldkerk.
Net als in de rest van de Zuidelijke provincies van Nederland nam het aantal gelovigen sterk af.

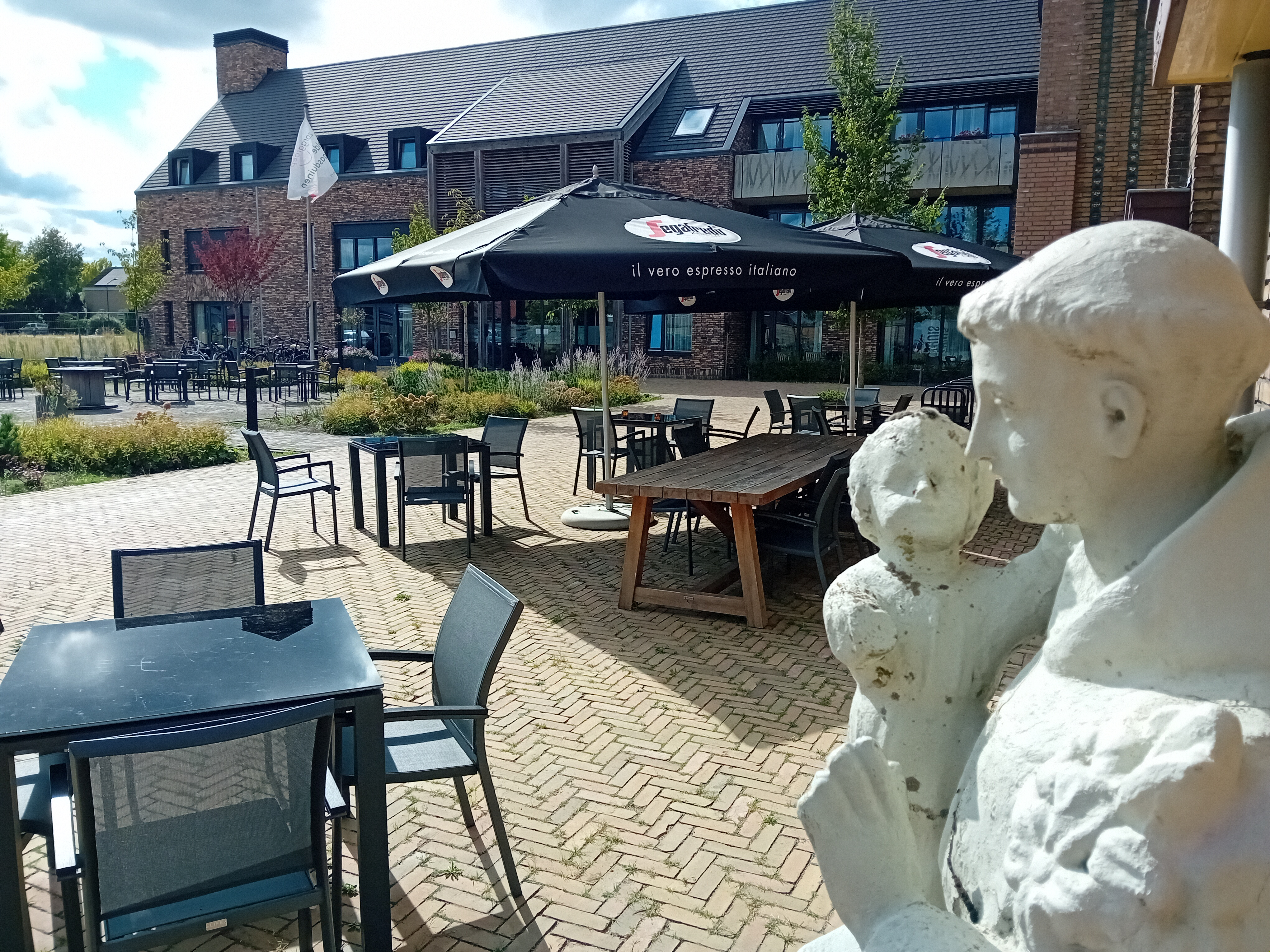
Sint Antonius bij het restaurant de Kapel in Kaatsheuvel

In 2005 werd als eerst de Sint-Jozefkerk gesloten en later in 2018 omgebouwd tot zorgcentrum.

In 2020 werd bekendgemaakt dat ook de Heilige Martelaren Kerk op termijn zou sluiten.

In 2023 werd duidelijk dat de kerk in eind 2024 aan de eredienst worden onttrokken.

Dat betekent dat vanaf 2024 alleen de Sint Johannes de Doperkerk nog actief zal zijn in Kaatsheuvel.

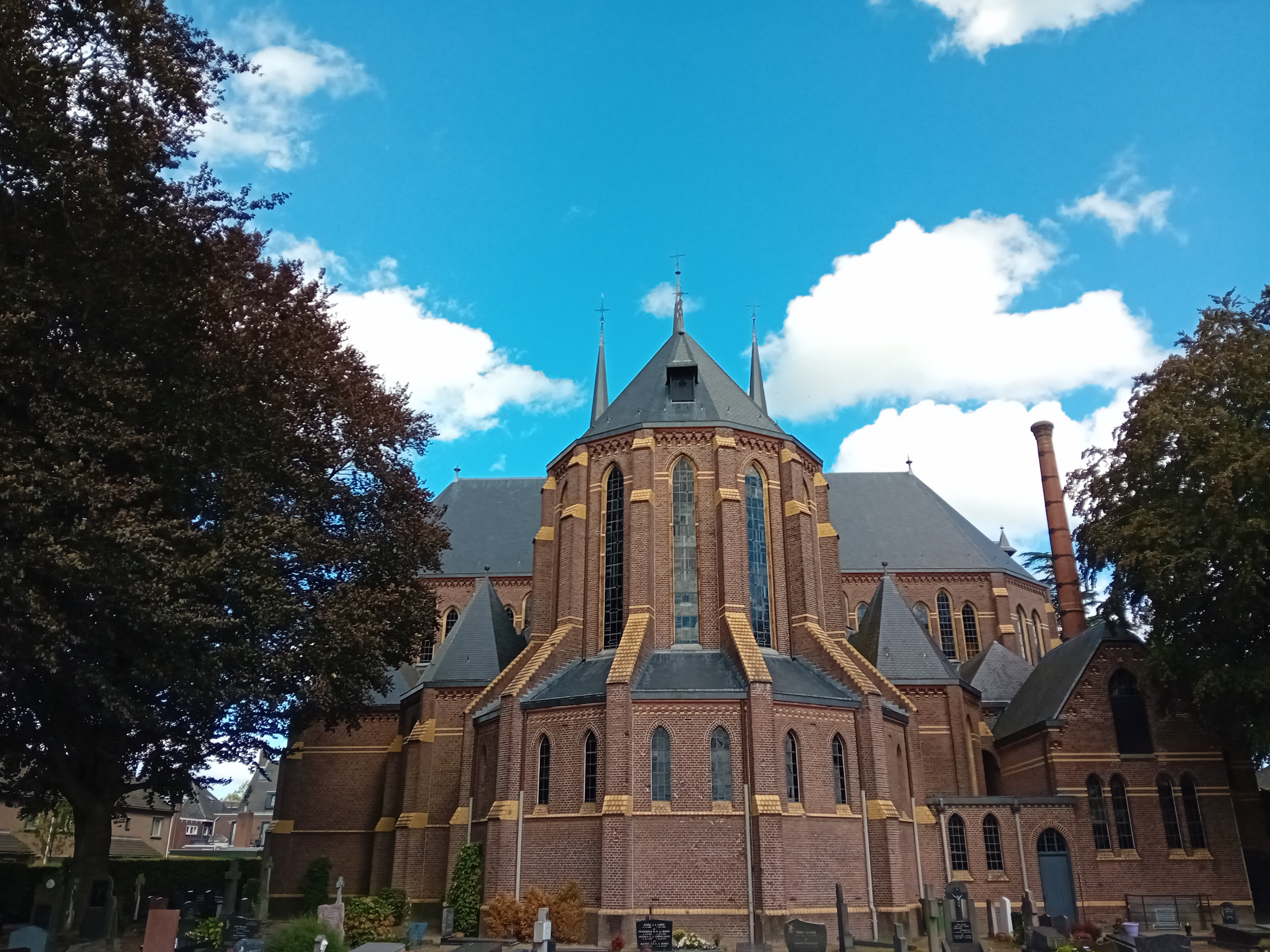
Sint Johannes de Doper kerk in de Hoofdstraat (achterzijde)

Er is ook een Hersteld Hervormde Kerk  aan de Zuidhollandsedijk in Kaatsheuvel.
Van oudsher bedient deze kerk voornamelijk gelovigen vanuit het naastgelegen Sprang-Capelle.

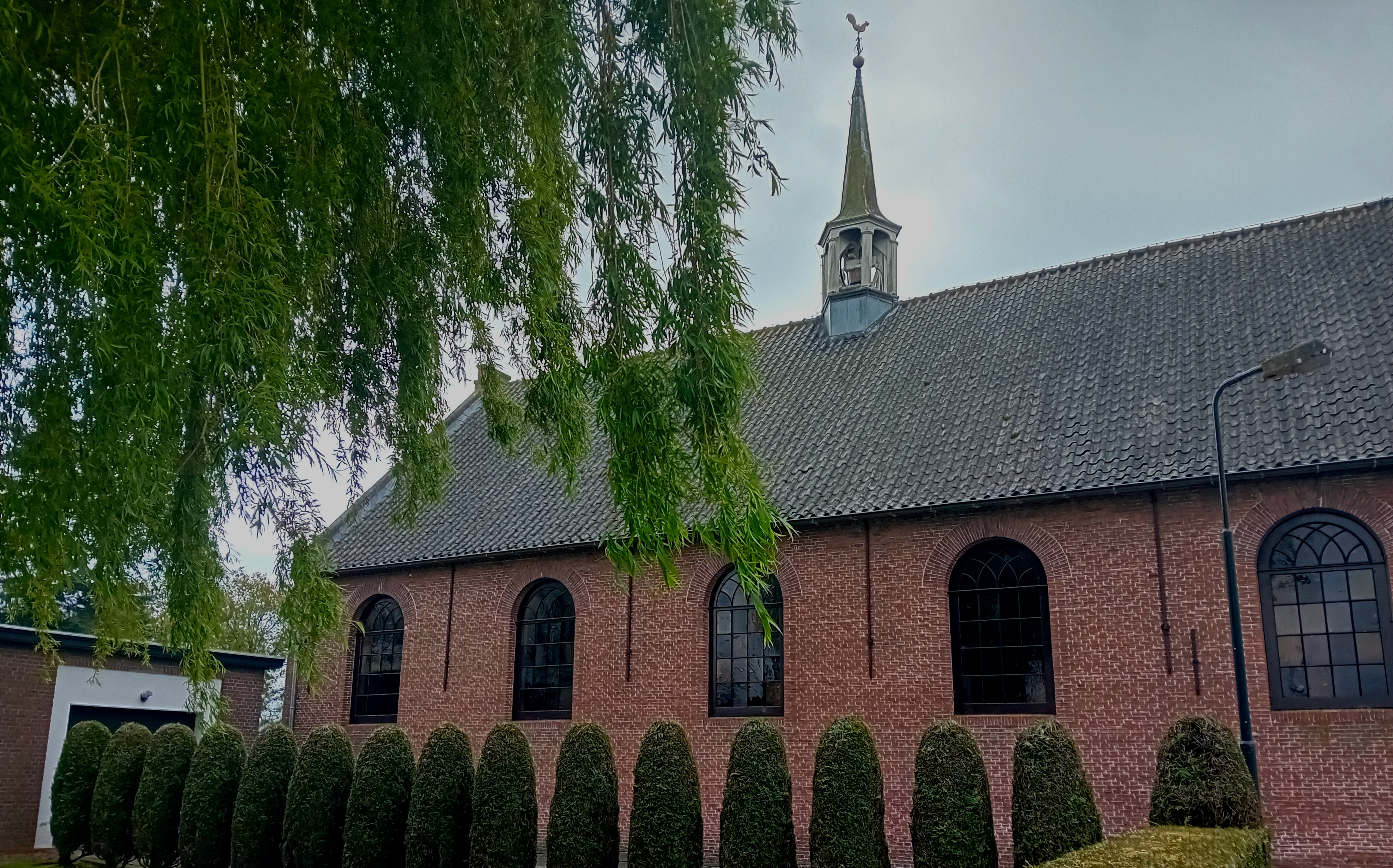
Kaatsheuvelse neoclassicistische kerk met dakruiter aan de Zuidhollandse Dijk
Kerk kaatsheuvel

## Folklore
Mede door de katholieke achtergrond van het dorp, zijn er nog diverse carnavalsgroepen actief.
Tijdens carnaval heet Kaatsheuvel Turfstekerslaand.
Er bestaan verschillende volksverhalen over De bende van de Witte Veer, een roversbende uit de 17e eeuw. De rovershoofdman zou terechtgesteld zijn bij het Galgeneind in natuurgebied Huis Ter Heide.
Hugo van den Loonsche Duynen, of Hugo van de Cetsheuvel is een fictieve roverhoofdman, opgetekent door Ton van de Ven in de 20e eeuw.

## Ligging en nabijgelegen kernen
Kaatsheuvel vormt samen met de kerkdorpen Loon op Zand en De Moer de gemeente Loon op Zand. Het ligt in De Langstraat. Deze streek, gevormd door Dongen, Kaatsheuvel, Waalwijk en Heusden, stond bekend om zijn leder- en schoenenindustrie.
Verder is Kaatsheuvel onderdeel van de geografische hoofdregio 'Hart van Brabant', waar de Langstraat-gemeenten (met uitzondering van Heusden) onder vallen, aangevuld met gemeenten Tilburg, Hilvarenbeek, Oisterwijk, Gilze-Rijen en Goirle. Hart van Brabant wordt gezien als de toeristische regio van Noord-Brabant, doordat het trekpleisters De Efteling, Beekse Bergen, La Trappe Brouwerij de Koningshoeven, Nationaal Park Loonse en Drunense Duinen en natuurgebieden Huis ter Heide en Oisterwijkse Bossen en Vennen binnen de grenzen heeft liggen. 

### Buurtschappen
Berndijk, van Heeswijkstraat, Hooge Zandschel, Sprangsevaart, Gasthuisstraat-West, De Zwijgertjes, Pannehoef, 't Rooie Dorp, De Els, Bernsehoef, Loons Hoekje

## Etymologie
Er bestaan verschillende opvattingen over het ontstaan van de plaatsnaam Kaatsheuvel. Er wordt beweerd dat Kaatsheuvel vernoemd is naar een middeleeuwse heilige 'Sint Catharina'. Door verschillende gilden werd ze als beschermheilige gekozen. Een andere theorie vertelt dat de naam Kaatsheuvel een verbastering is van Cetshoeve, dat de naam was van een herberg die ongeveer op de plek stond waar zich nu de Efteling bevindt. Ook het Kaatsspel komt voor in oorsprongsverhalen. Turfstekers zouden zich gevestigd hebben en het spel regelmatig op een heuvel gespeeld hebben.
In het Canon van Loon op Zand wordt echter uit de doeken gedaan dat Kaatsheuvel afgeleid is van Ketshovel, wat een ander woord is voor stapelplaats van turf.

## Geschiedenis
De oudste vermelding van Kaatsheuvel is uit 1506, waar de plaats genoemd wordt als Ketshovel. De buurtschap zelf bestond toen al enkele eeuwen en behoorde tot de heerlijkheid Venloon, later Loon op Zand genaamd. Oorspronkelijk leefden de bewoners van de turfwinning. In 1396 werd op last van Paul van Haastrecht de Turfvaart gegraven die van 's Gravenmoer via Kaatsheuvel naar 's-Hertogenbosch liep. De turfwinning kwam omstreeks 1600 tot een einde en de vaart verzandde. De turfwinners werden keuterboeren: ze bezaten, naast hun werkzaamheden als turfsteker, een klein boerderijtje.
Kaatsheuvel lag in het grensgebied van Staats-Brabant en het Gewest Holland, zodat de plaats een toevluchtsoord voor ongunstige elementen kon worden. In 1720 vond een roversbende, De Witte Veer, een schuilplaats in het Ravensbos nabij Zandschel. Dit gezelschap ondernam rooftochten tot diep in Holland. Uiteindelijk werd de bendeleider, Zwarte Johannes, gevangengenomen door drossaard Otto Juijn van Loon op Zand. Vermoedelijk komt hier de bijnaam Messentrekker vandaan.

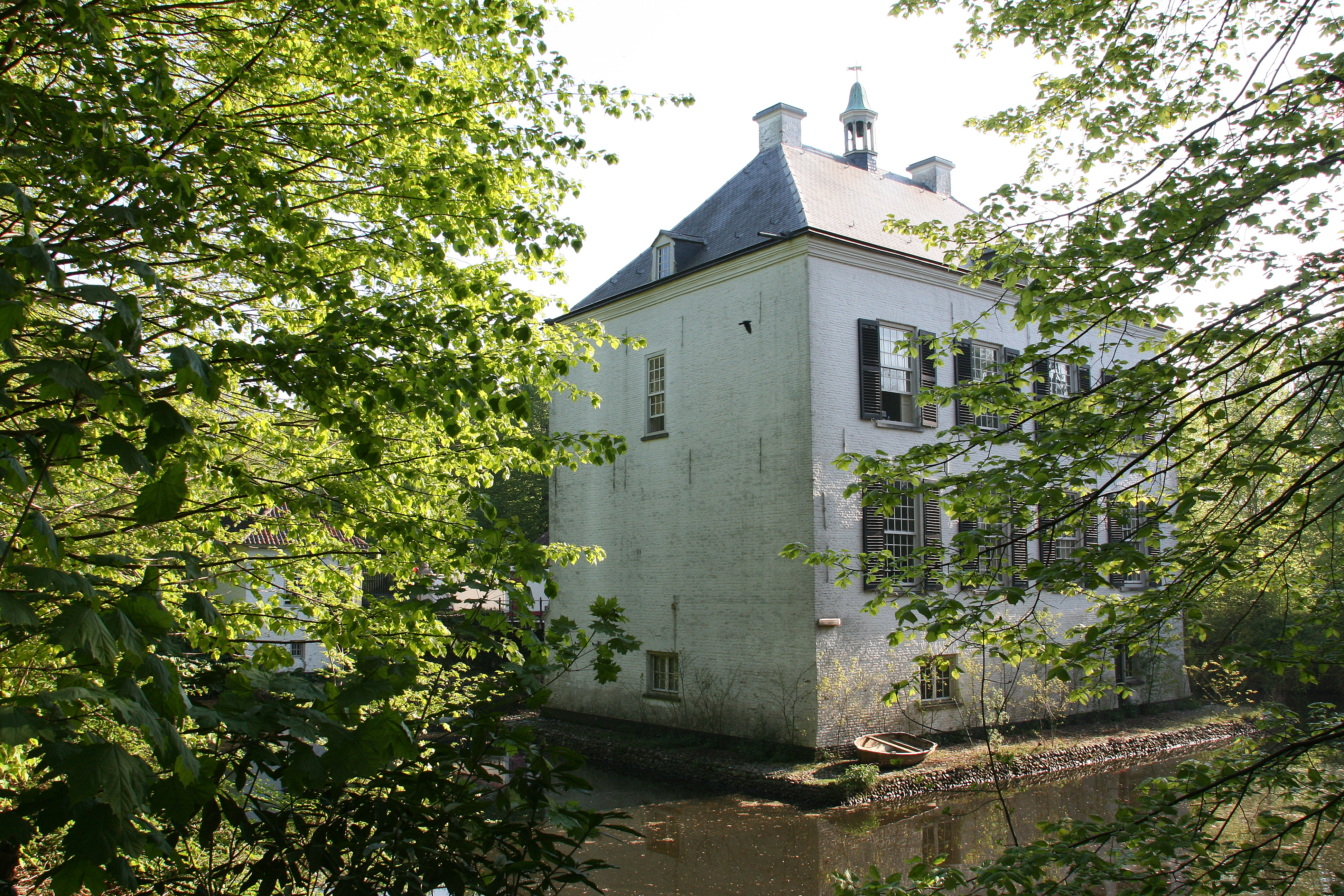
Het Witte Kasteel van Paul van Haestrecht, heer van Venloon

Na voor het bijwonen van de mis afhankelijk te zijn geweest van de parochies in Loon op Zand of Sprang, stelde de heer van Loon op Zand in 1731 een ruimte in zijn boerderij voor dat doel ter beschikking, terwijl in 1736 een schuurkerk gereedkwam die in 1836 door een stenen waterstaatskerk werd vervangen. In 1913 werd deze vervangen door de huidige Sint-Janskerk. In 1897 werd de Heilige Martelaren van Gorcumkerk gebouwd te Berndijk en in 1936 kwam de Sint-Jozefkerk gereed. In 1873 vestigden zich de Franciscanessen uit Oirschot zich in Kaatsheuvel. Tussen 1970 en 1988 vertrokken zij weer, een bejaardentehuis achterlatend. De zusters verzorgden ook onderwijs voor meisjes.
De hervormden kregen in 1804 een kerkje aan de Zuidhollandsedijk. In 1853 werd het raadhuis van Loon op Zand naar het – sedert 1800 sterk gegroeide – Kaatsheuvel overgebracht. Dit ging met geweld gepaard. De dorpen zijn tot een compromis gekomen, Loon op Zand bleef ondanks de kleinere omvang de gemeentenaam houden, terwijl het Raadshuis in Kaatsheuvel gevestigd blijft.
Het dorp Kaatsheuvel viel onder het gezag van Paul van Haastrecht de landheer van Venloon.
Zoals gewoonlijk was er in die tijd veel rumoer met omliggende gebieden. Zo ook met de Heer van Waalwijk. Er werd ruzie gemaakt om de Turfvaart die op een grijs gebied lag tussen de landstroken. De heer van Waalwijk wilde mee profiteren van de welvaart die ontstond uit de Turfwinning. De Hertog in 's-Hertogenbosch wist verdere conflicten te voorkomen, door Paul van Haastrecht gelijk te geven. Er werd geen tol geheven op de turf, zodat 's-Hertogenbosch zonder problemen handel kon drijven met Venloon. Waterplas De galgenwiel werd aangewezen als grens tussen Venloon en Waalwijk.

### Economische ontwikkeling
Vanouds kende Kaatsheuvel beroepen als scharenslijper, mattenvlechter, zwavelstokmaker en stoelenmatter. 
Gelegen in De Langstraat steunde de economie van Kaatsheuvel lange tijd op de schoenindustrie. Dit kwam voort uit de gunstige omstandigheden voor leerlooien: stromende beekjes en de aanwezigheid van eikenschors, dat ter plaatse in windmolens tot run werd vermalen ten behoeve van de leerlooierij.

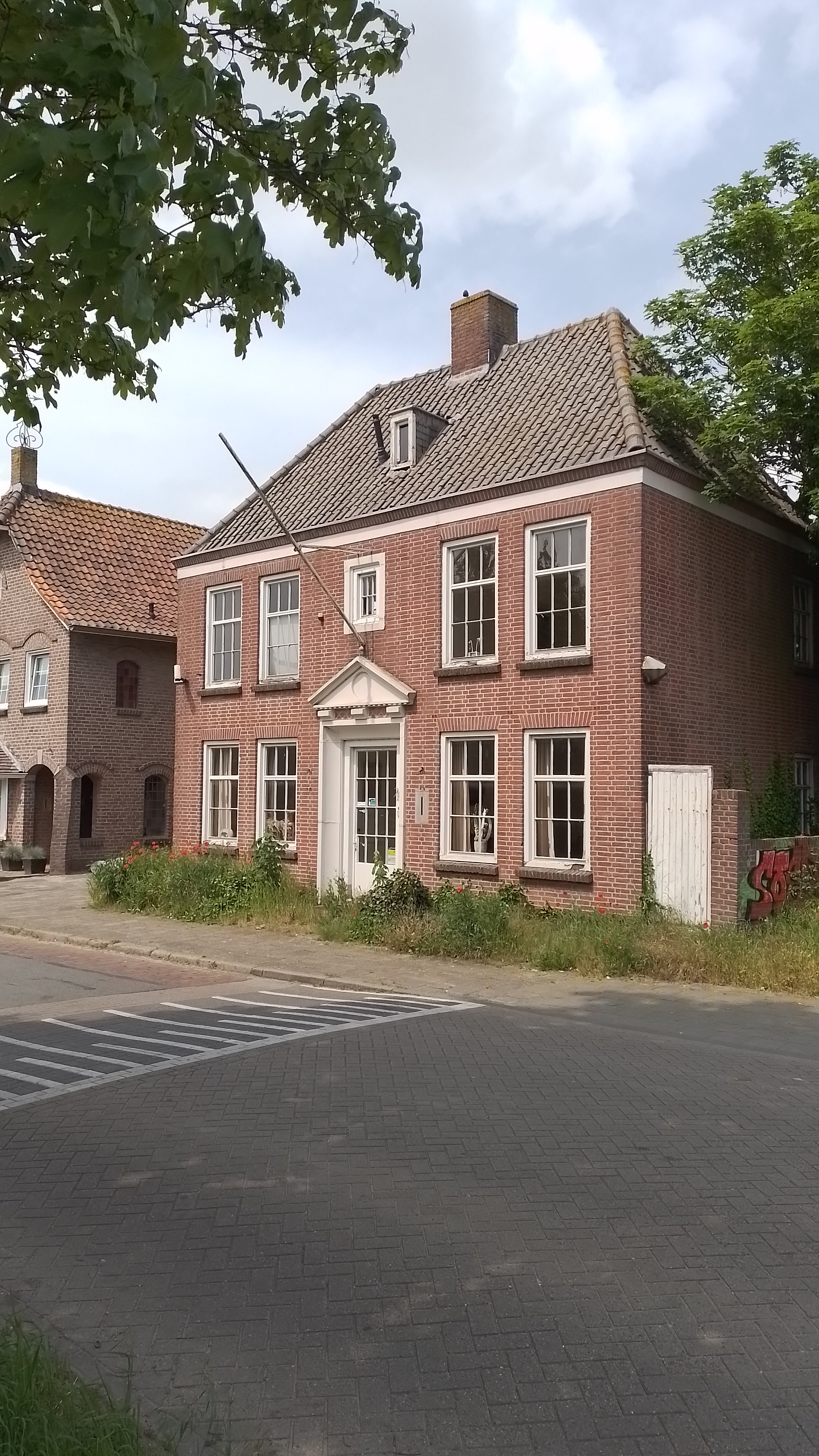
De Stocko Schoenenfabriek. Aan de voorkant het kantoorgedeelte met daarboven woonruimte. Achter het huis staat de schoenfabriek

In 1890 waren er 134 schoenfabrieken, waaronder een aantal kleine fabrikanten die alleen een werkplaats aan huis bezaten. Dit was een enorm aantal schoenfabrieken ten opzichte van de 49 schoenfabrieken die in Waalwijk waren gevestigd.
Gedurende de Tweede Wereldoorlog gingen vele fabrieken failliet. Na de oorlog ontwikkelde het schoenmaken zich weer op grote schaal als huisnijverheid. Kaatsheuvel kreeg daardoor landelijke bekendheid.
Rond 1950 was Kaatsheuvel goed voor een vijfde van de Nederlandse schoenproductie. 
Burgemeester Van der Heijden vond de eenzijdigheid van de Kaatsheuvelse economie begin jaren 1950 een te groot risico, wat heeft geleid tot de oprichting van het toen geheten Natuurpark De Efteling. Reeds in 1935 was, op initiatief van de plaatselijke pastoor, het R.K. Sport- en Wandelpark geopend en dit vormde de kern van het latere uitgestrekte attractiepark. Daarnaast werd het terrein van de in 1949 gehouden tentoonstelling De Schoen aangekocht. Sindsdien heeft het attractiepark zich voortdurend uitgebreid.
Inmiddels domineert, ten gevolge van de aanwezigheid van de Efteling, de toeristenindustrie het economisch klimaat en is de schoenindustrie naar de achtergrond verdwenen, alhoewel nog wel merkbaar aanwezig. De teloorgang van deze industrie vond plaats vanaf 1966, voornamelijk ten gevolge van de concurrentie van lagelonenlanden, te beginnen met Italië. Omstreeks 1980, toen ook de Oost-Aziatische landen schoenen op de markt brachten, sloten de meeste schoenfabrieken.
Hoewel vele fabrieken sindsdien verdwenen zijn, waren er omstreeks 2010 nog negen schoenfabrieken actief. 
De herontwikkeling van het centrum van Kaatsheuvel onder de werknaam Bruisend Dorpshart werd in 2019 afgerond. Hierbij werden nieuwe horeca- en winkelpanden, een nieuw gemeenschapshuis met theater en bibliotheek gebouwd. Ook kreeg de oude brandweerkazerne een nieuwe bestemming in vorm van horeca.

## Centrum en Winkelgebied

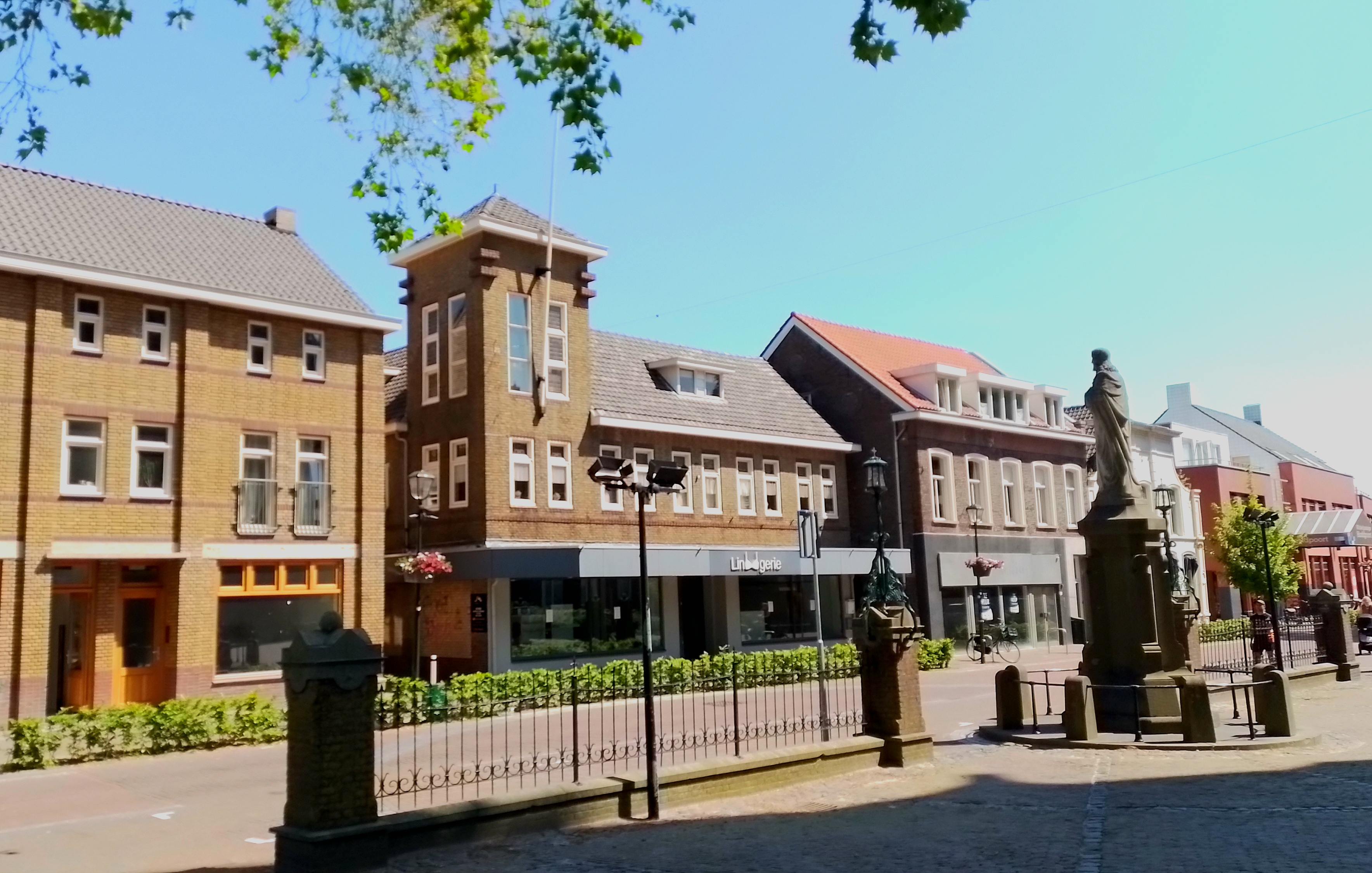
Hoofdstraat met winkelpanden, in het midden het voormalige kerkcafe Euphonia

Met een inwonersaantal tussen de 16.000 en 17.000 inwoners, heeft Kaatsheuvel een bovengemiddeld aanbod aan winkels. Het dorp kende in 2023 vier supermarkten van grote ketens. Het centrumgebied bestaat uit een kleine overdekte winkelpassage De Hoofdpoort, met ongeveer 5000 m² winkelruimte. De Hoofdstraat, de Peperstraat, de Gasthuisstraat en de Marktstraat huisvesten ook diverse winkels.
In 2015 is het Marktplein omgedoopt tot Anton Pieckplein. Hier is in datzelfde jaar een nieuw gemeentehuis genaamd 'Het Klavier' geopend. In het gebouw is tevens horeca, een bibliotheek, een danszaal en een theaterzaal gevestigd.

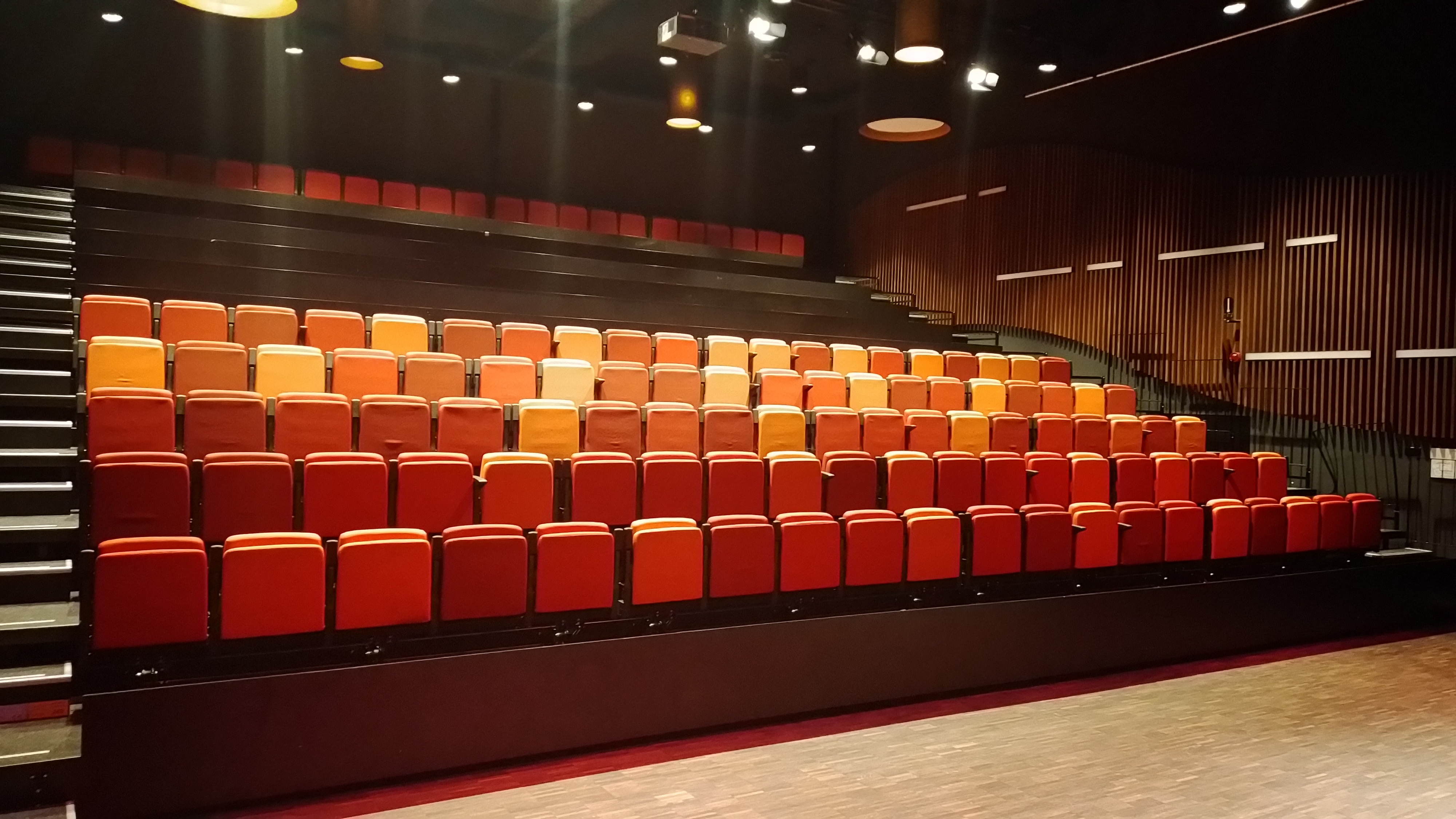
Theater 't Klavier

## Recreatie

### Buurtschap en Themapark de Efteling
Kaatsheuvel is bijna onlosmakelijk verbonden met de Themapark de Efteling.
In de gelijknamige buurtschap is uiteindelijk 'De Wereld van de Efteling' verrezen. 
Zowel in het dorp, als in het bosgebied achter het park werden hotels en vakantieparken gerealiseerd. 

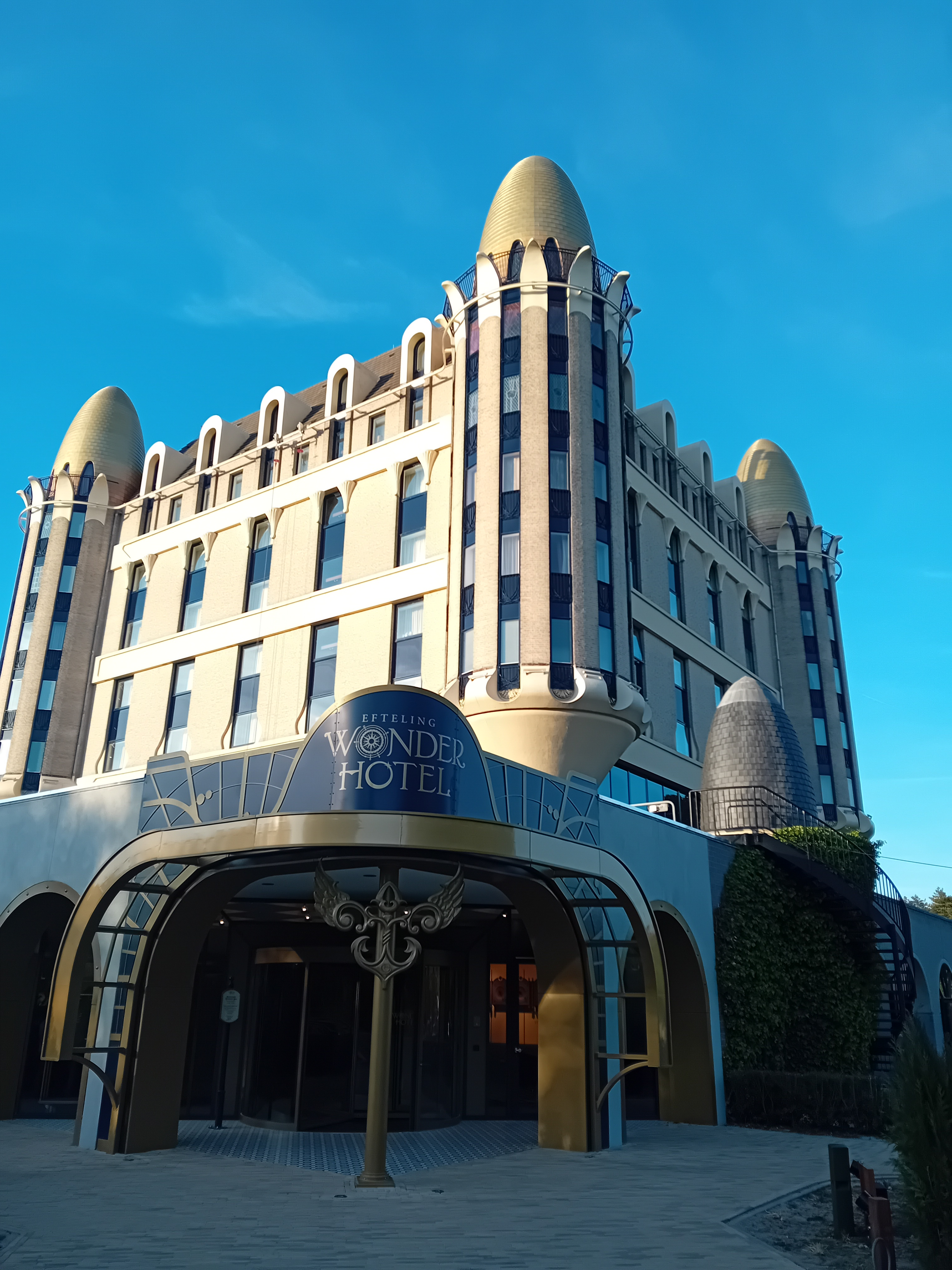
Het Efteling hotel, sinds de renovatie in 2025, Het Wonderhotel

### 't Loons Hoekje
Naast de Efteling kent Kaatsheuvel een recreatiegebied dat voornamelijk de buurtschap Loons Hoekje omvat. 

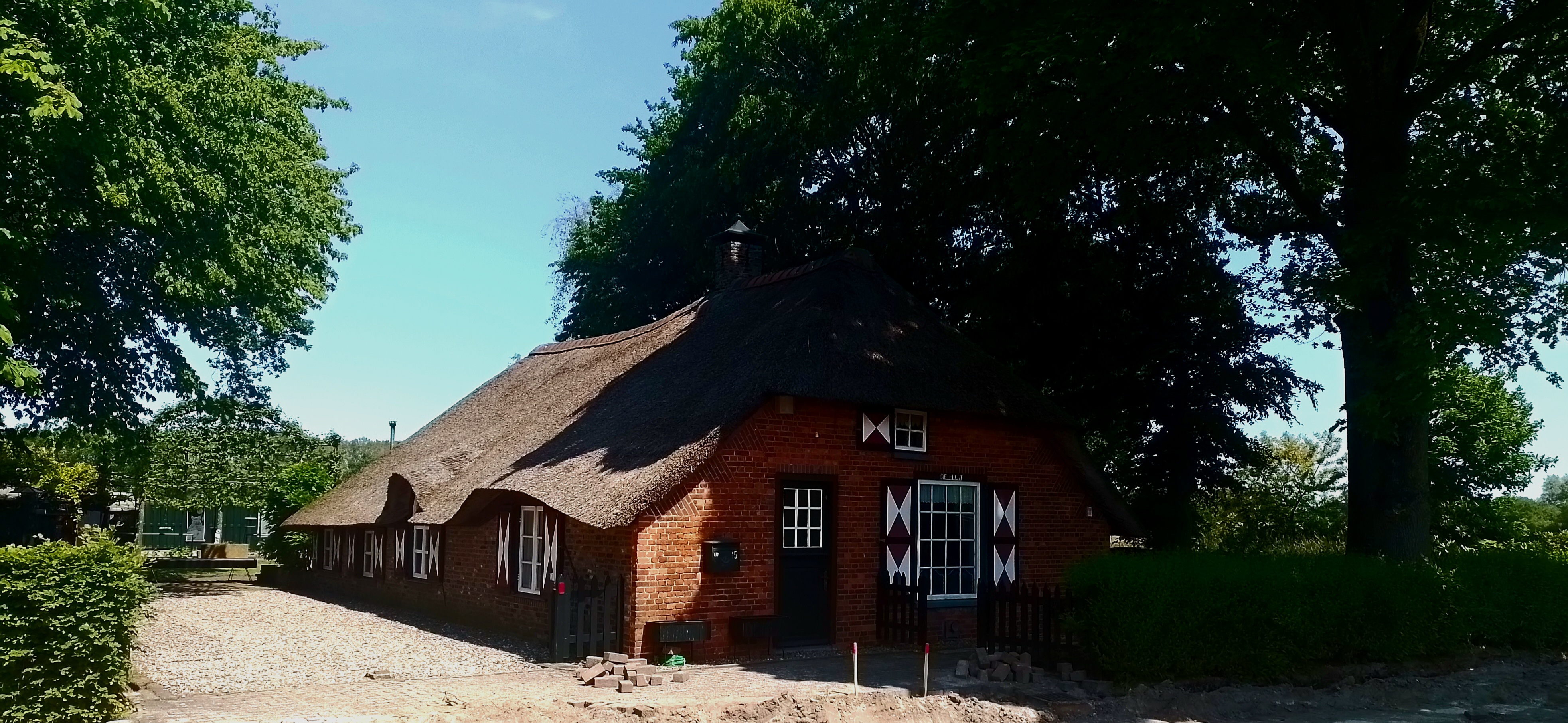
Boerderij in het Loons Hoekje in Kaatsheuvel

Hier bevindt zich onder andere de sportzone Eikendijk, waar een voetbalvereniging, een handbalvereniging, een tennisvereniging, een hockeyclub en een schietvereniging zijn gehuisvest.
In het Loons Hoekje zijn ook verschillende locaties waar paardensporten uitgeoefend kunnen worden. Waaronder een rijschool met manage.
Tevens is het Loonse Hoekje een populaire toegangspoort naar Nationaal park 'De Loonse en Drunense Duinen', waar buitensport activiteiten worden georganiseerd.

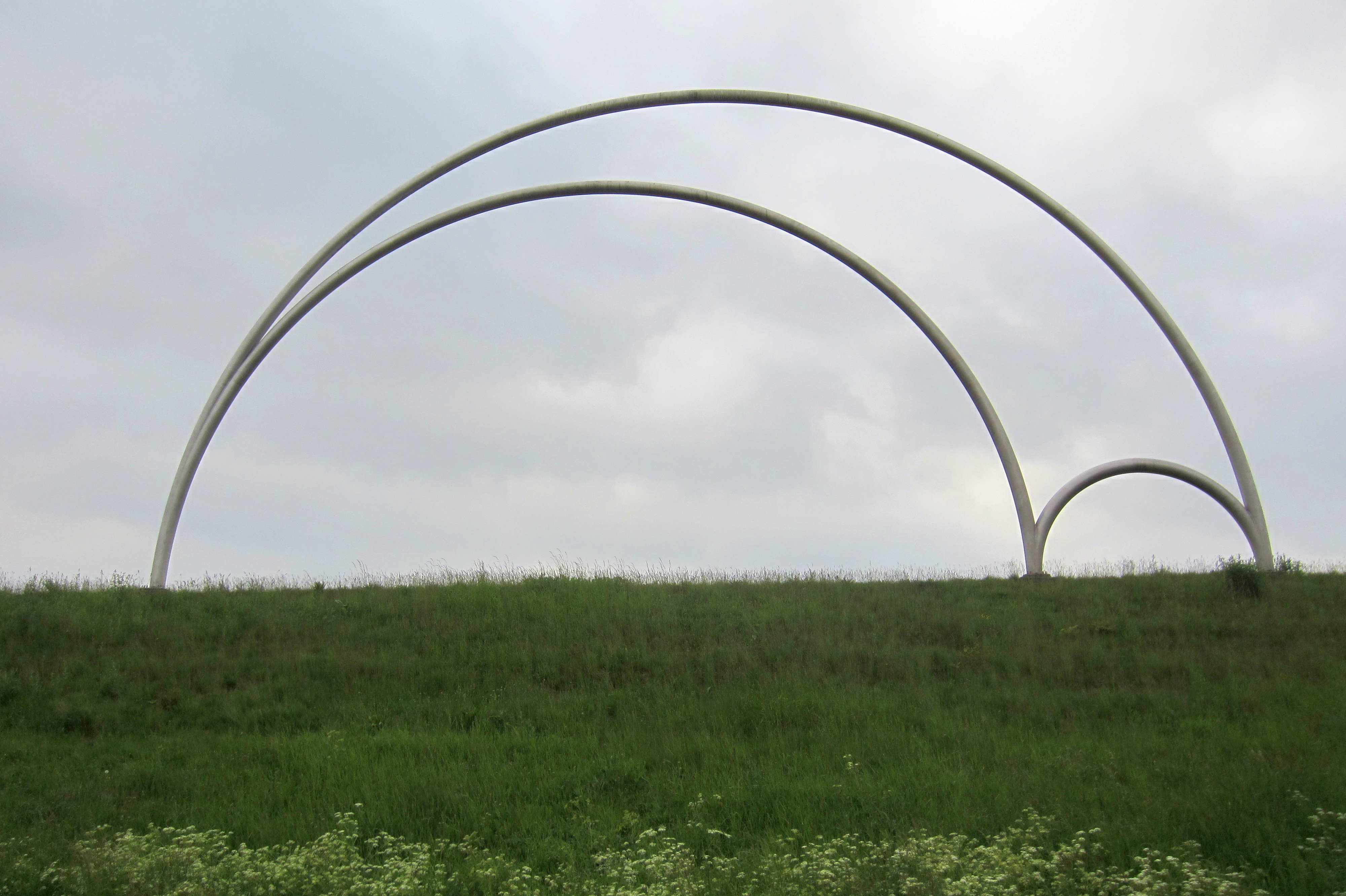
Arbelos Schoenmakersmonument aan een fietsroute door Kaatsheuvel

De Scoutinggroepen uit Kaatsheuvel, Sprang-Capelle en Waalwijk organiseren met enige regelmaat hier activiteiten. Ook fitness-, en yogagroepen zijn vaak te vinden in de duinen.  
Door de Loonse en Drunense Duinen lopen ook fietsroutes, mountainbikeroutes, ruiterpaden en wandelpaden. In het gebied zijn vele verblijfsaccommodaties gevestigd, waaronder campings, recreatieparken en bungalowparken. 
De recreatieplas in de Loonse Duinen staat bekend als 'Kaatsheuvelse IJsbaan'.

### Hotels rondom het centrum
De Hotels in Kaatsheuvel zijn meer centraler gevestigd in het dorp, het overgrote deel van de hotels zijn gevestigd in de Gasthuisstraat.

### Recreatievissen
Er zijn drie grote waterplassen in Kaatsheuvel die gebruikt worden voor recreatievissen.

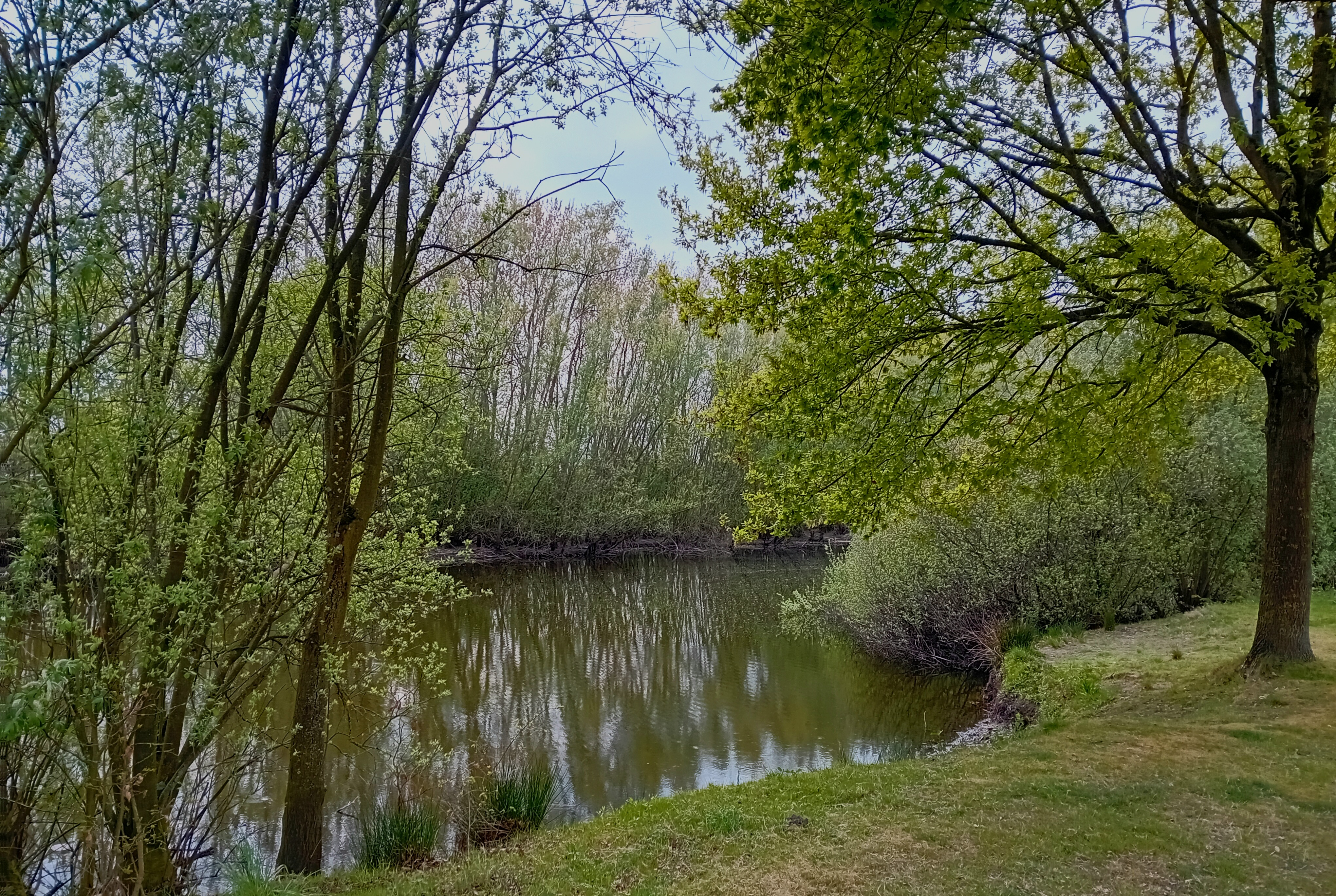
Visvijver Den Kinkenpolder

- Visvijver 'Den Kinkenpolder'
- Visvijver 'Unie Kaatsheuvel'
- Visvijver 'De Kets West'

### De andere kernen
Aan de zuidzijde van Kaatsheuvel, liggen de dorpen Loon op Zand en De Moer. Hier zijn onder andere een golfpark, een minigolfbaan en de recreatieplas 'Het Blauwe Meer' te vinden. Ook verschillende verblijfsaccommodaties zijn in deze dorpen gevestigd.

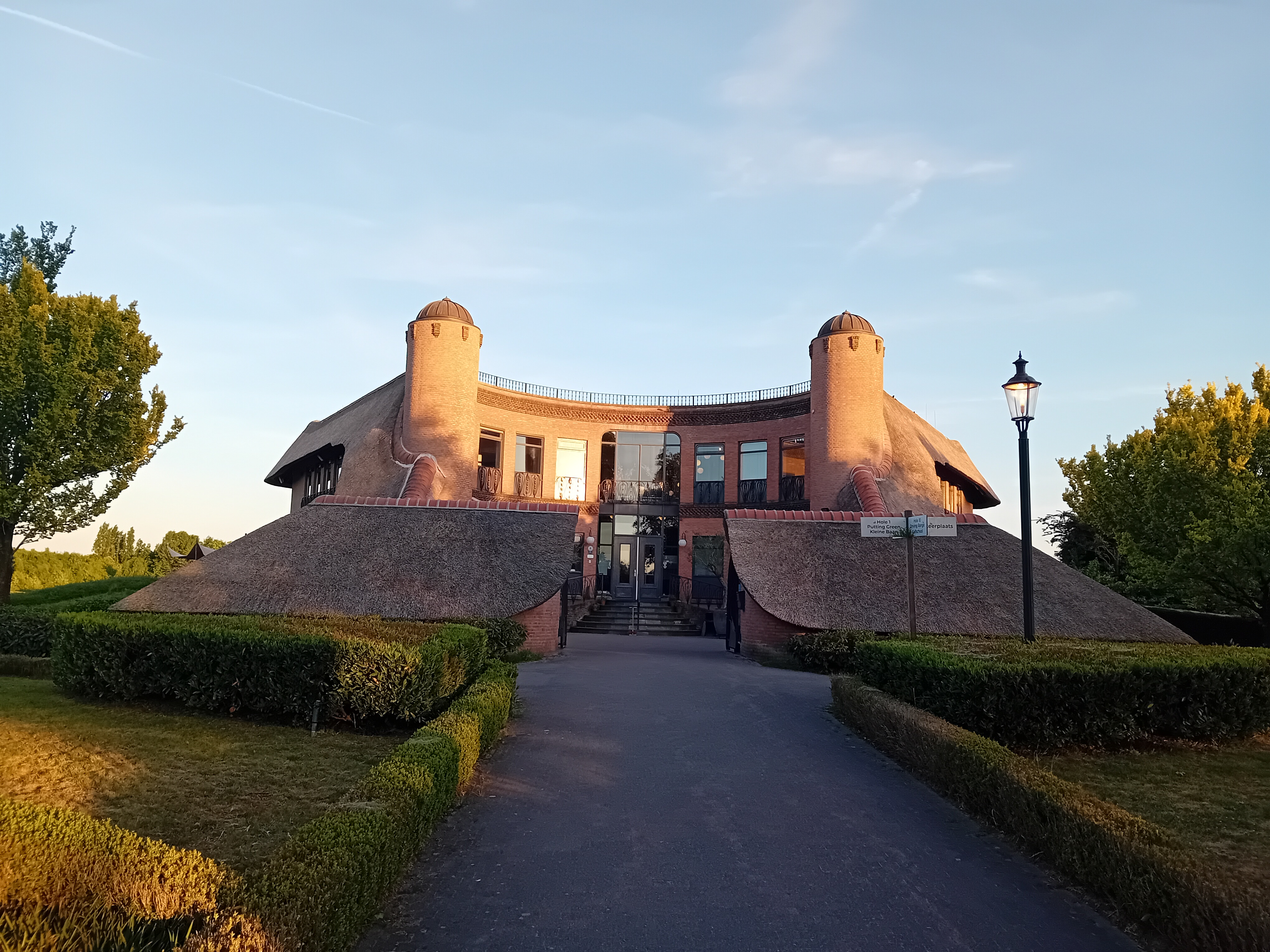
Brasserie de Loonse Duynen bij het Golfpark in Kaatsheuvel en de Moer

### Voormalige recreatie
- Het Ganzennest was een recreatiepark en indoor speeltuin in Kaatsheuvel.
- Apollo Theater was een bioscoop in het centrum van Kaatsheuvel.

## Monumenten en cultuurhistorische gebouwen

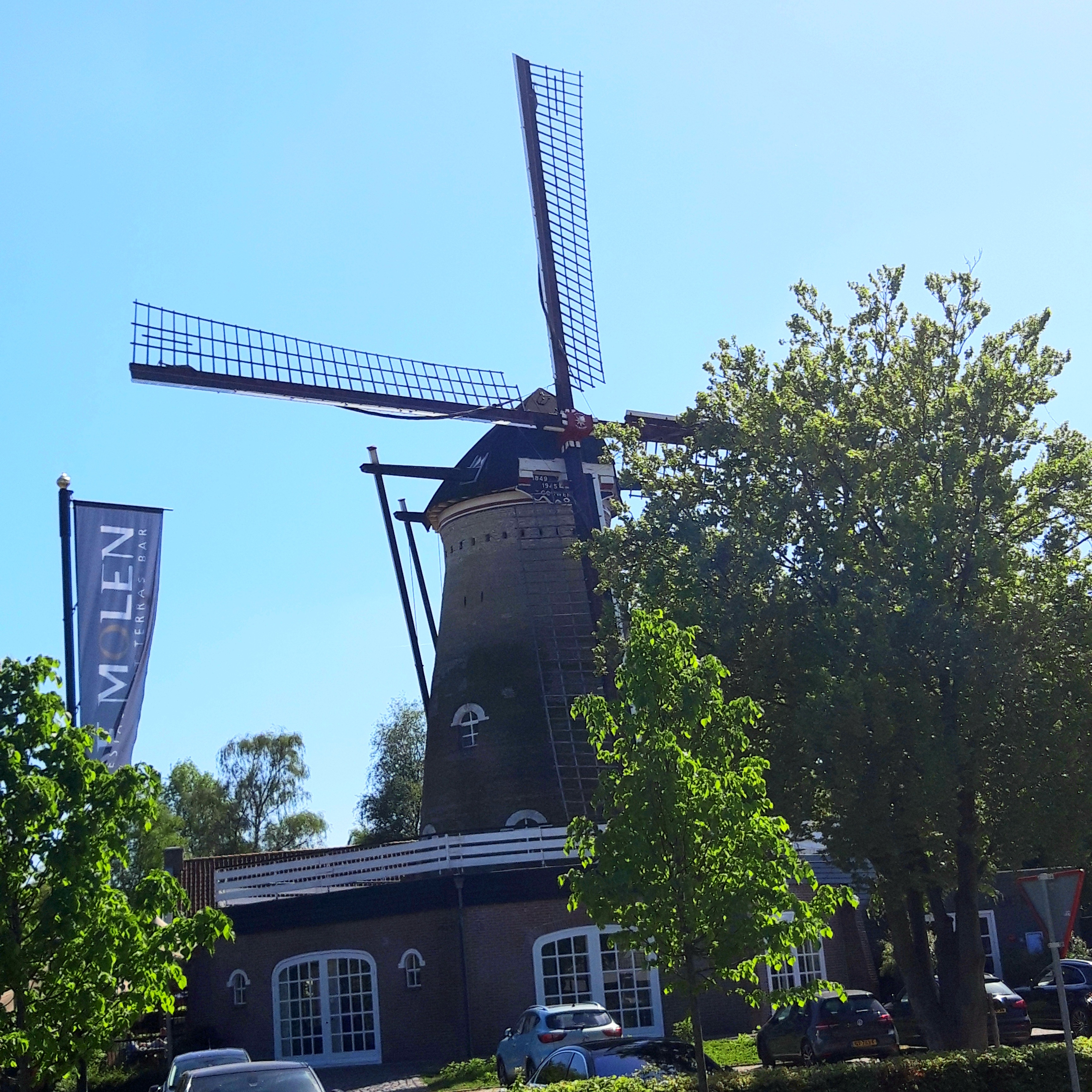
Restaurant de Molen in windkorenmolen De Couwenbergh
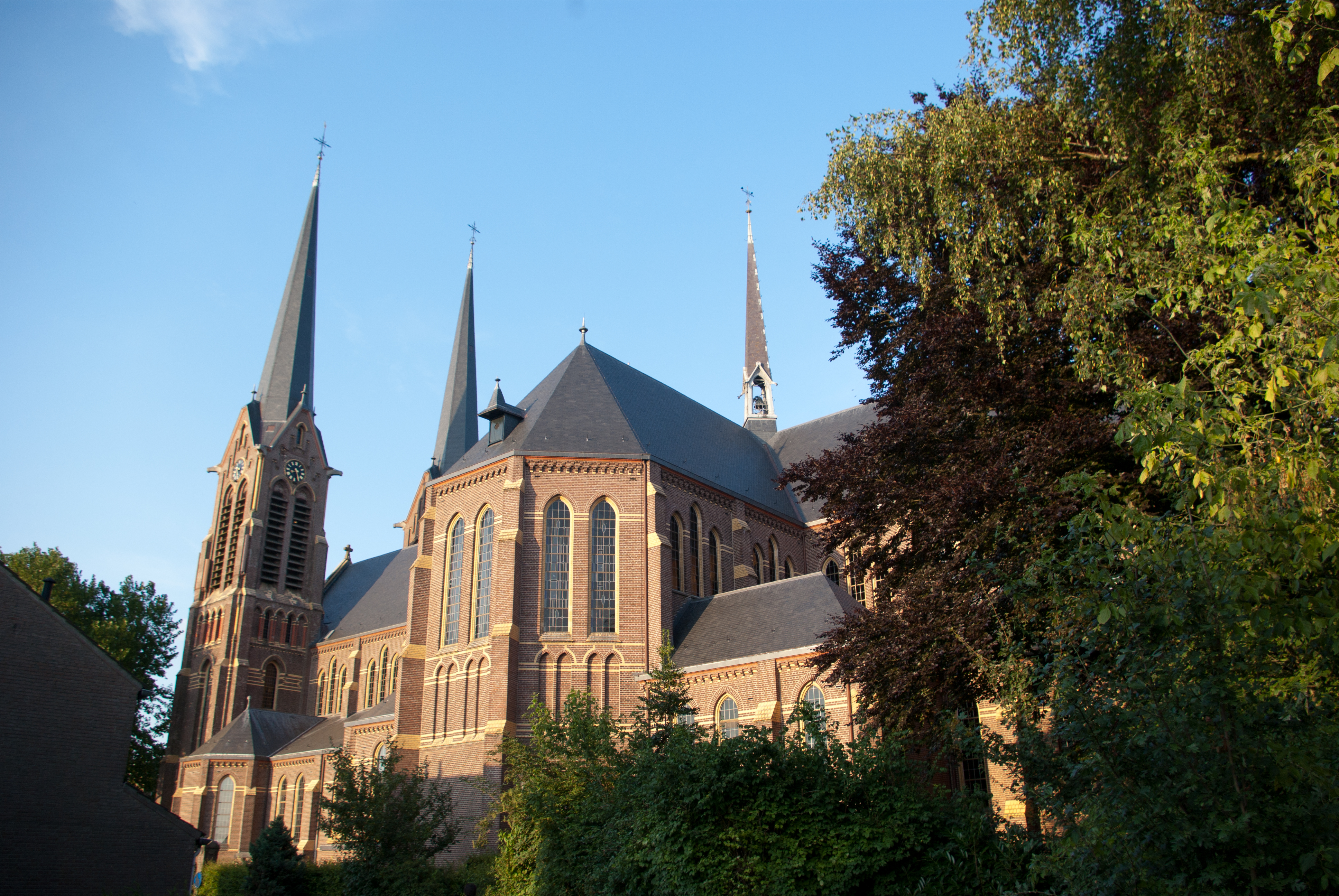
Neogotische kruisbasiliek Johannes de Doper, ook wel de Sint Jans Kerk genoemd.
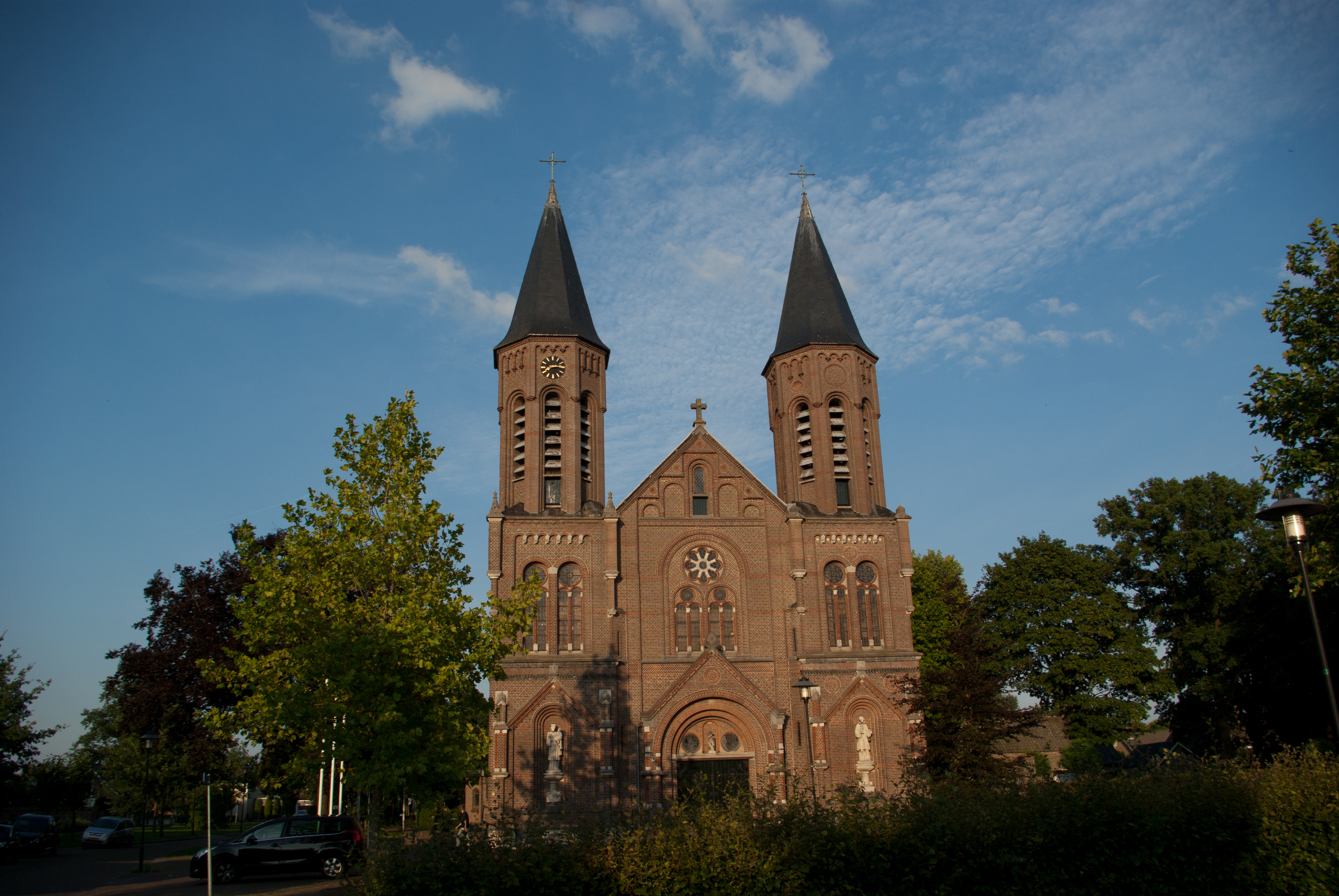
Heilige Martelaren van Gorcumkerk.
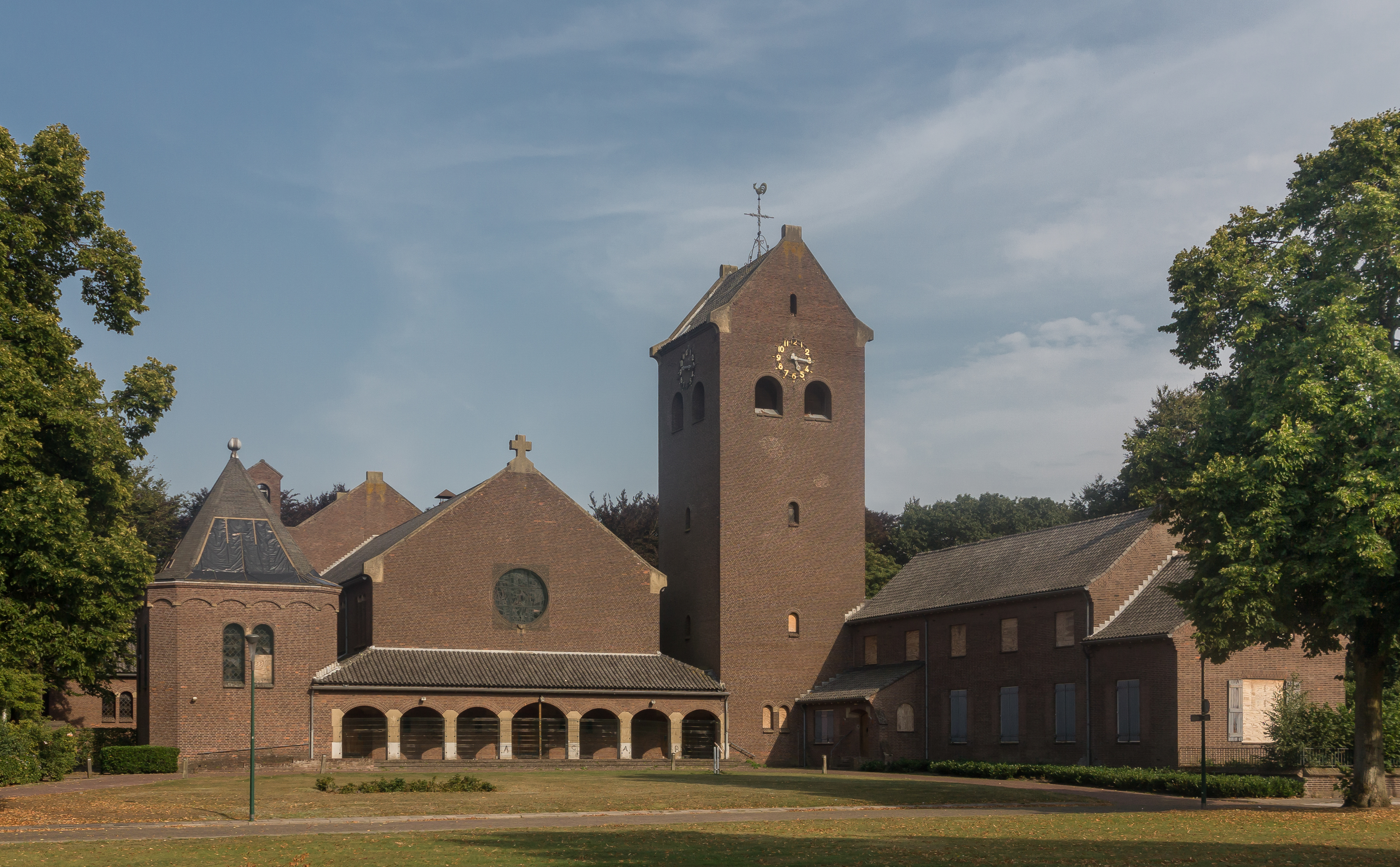
De Sint Jozefkerk (sinds 2020 een zorgcentrum)
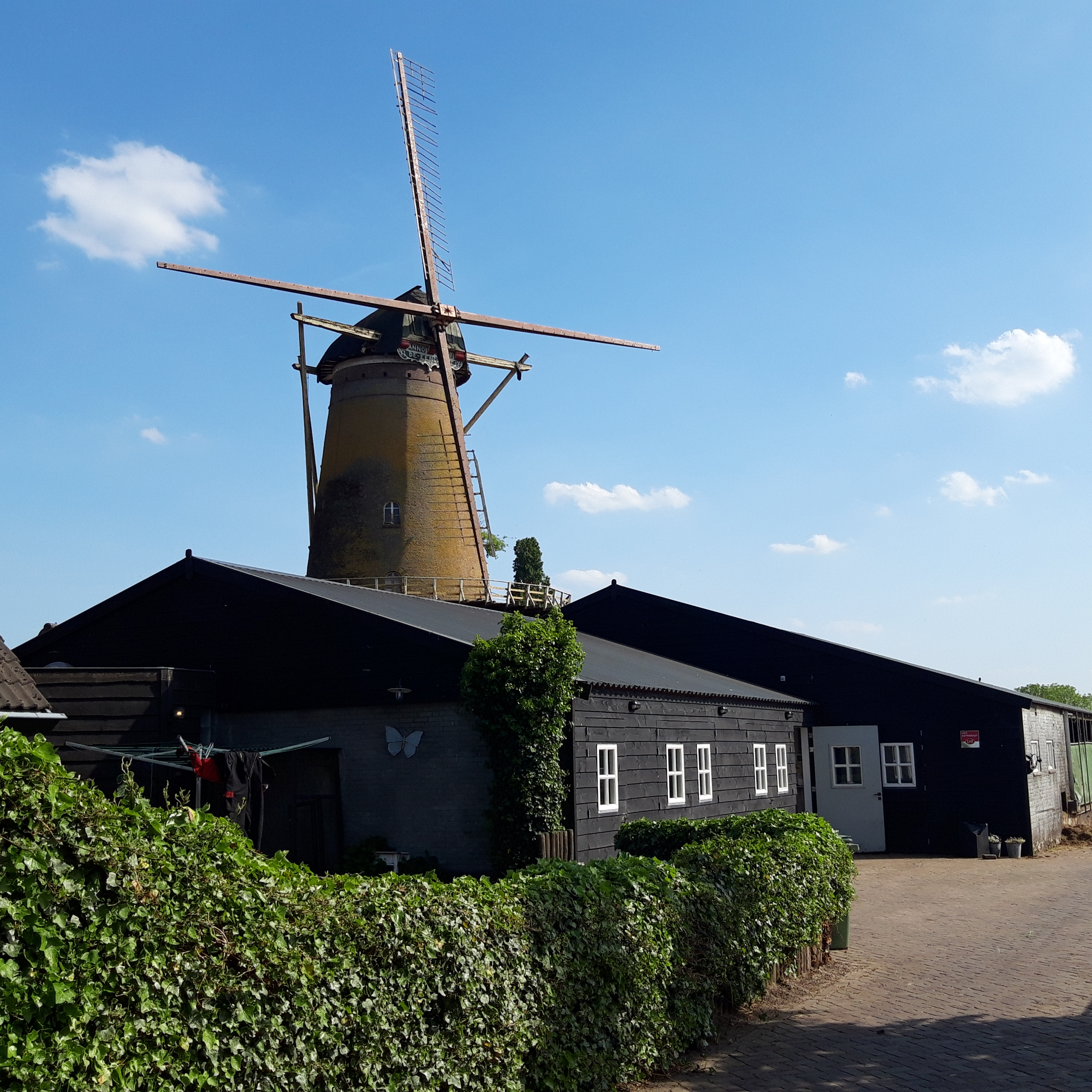
Molen De Eendragt
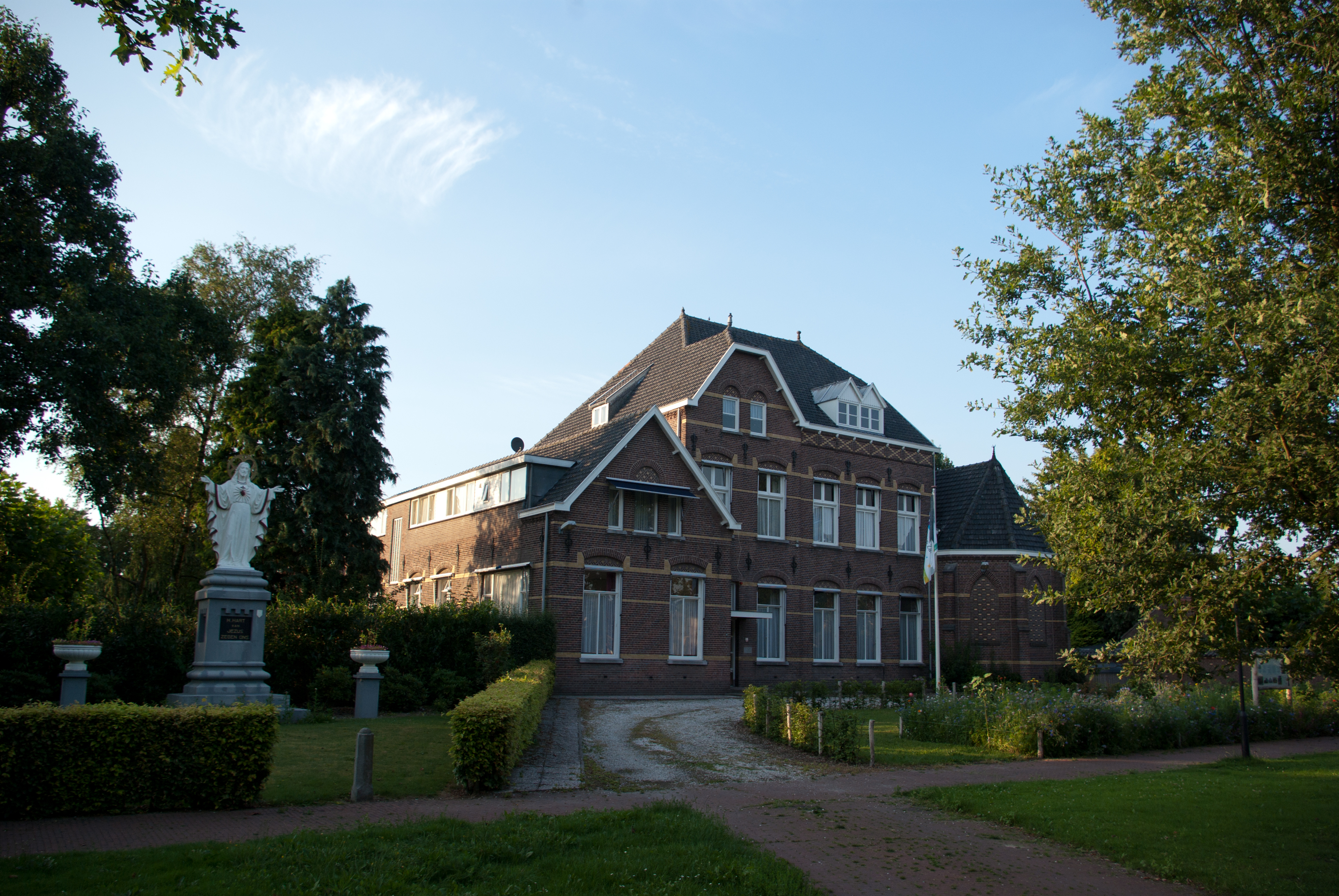
Herman Jozef klooster
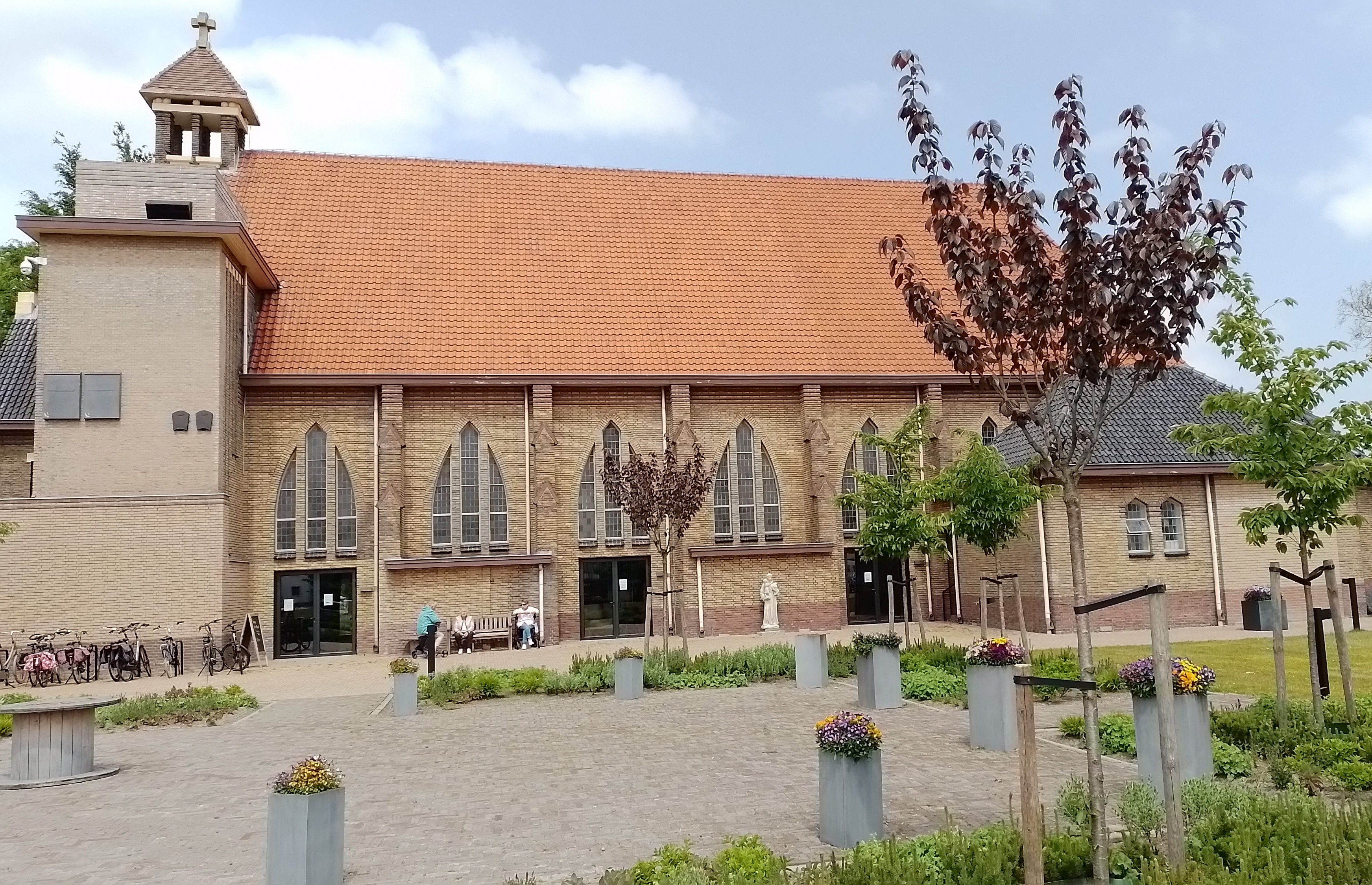
Restaurant de Kapel in de voormalige St. Antonius Kapel.
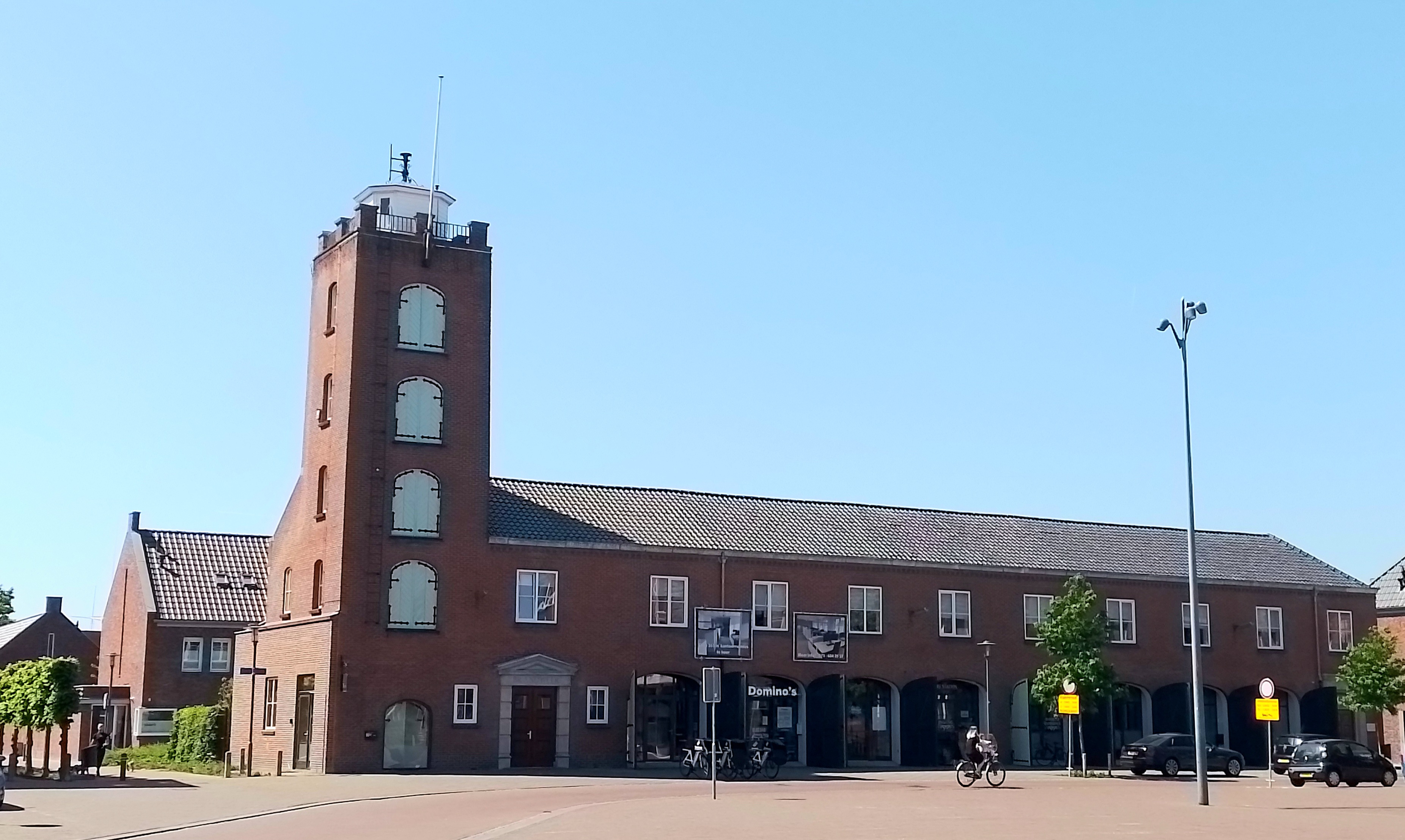
Winkelpanden in de voormalige brandweerkazerne

- Korenmolen De Couwenbergh, uit 1849, waarin na de laatste restauratie van 1995 een restaurant was gevestigd.[6]
- De Johannes de Doperkerk[7] aan de Hoofdstraat 36 is een neogotische kruiskerk met dubbeltorenfront, ingewijd in 1913. Architect was Cornelis van Hoof. De kerk heeft een neogotisch interieur met onder meer werk van Jan Custers, zoals een preekstoel uit 1915 en diverse heiligenbeelden van later datum. Het doopvont is uit 1800 en de kruiswegstaties zijn uit 1890 van de hand van Hugo Kohl. Het orgel stamt uit 1854 en werd gebouwd door Johannes Vollebregt. De kerk is geklasseerd als Rijksmonument.
- De Heilige-Martelaren-van-Gorcumkerk[8] aan de Erasstraat in de buurtschap Berndijk werd in 1895 als hulpkerk voor de Johannes de Doperparochie gebouwd, en wel, volgens de toenmalige pastoor, als bastion tegen het oprukkende protestantisme. De bakstenen neoromaanse kruiskerk werd ontworpen door Petrus Stornebrink. De kerk is Rijksmonument. Het hoofdaltaar uit 1903 is van Jan Custers. In het koor: ramen van Frans Nicolas jr. uit 1908.
- De Sint-Jozefkerk[9] aan het Wilhelminaplein werd ingewijd in 1936. Architect was Kees de Bever. De bakstenen kerk maakt deel uit van een ensemble waartoe ook de pastorie behoort. Het is gebouwd in traditionalistische stijl en wordt geflankeerd door een zware vierkante toren met zadeldak. In 2005 werd de kerk onttrokken aan de eredienst en het complex dreigde, ondanks veel verzet, in 2010 gesloopt te worden. In september 2011 heeft de Raad van State beslist dat de Jozefkerk ingeschreven wordt als Rijksmonument. Het is nu definitief een beschermd gebouw en het wordt niet gesloopt. Het gebouw wordt getransformeerd in een gezondheidscentrum.
- De Hersteld Hervormde kerk[10] aan de Zuidhollandsedijk is een eenvoudig neoclassicistisch zaalkerkje uit 1804 dat oorspronkelijk Hervormd was en sinds 2007 tot de Hersteld Hervormde Kerk behoort. Op het zadeldak bevindt zich een houten torentje. Het orgel is vervaardigd door P.J. Adema en stamt uit 1885. In Loon op Zand is het grootste deel van de Hervormde gemeente naar de Hersteld Hervormden overgegaan, waardoor zij het gebouw in eigendom hebben gekregen.
- Molen De Eendragt staat op een partycomplex aan de Zuidhollandsedijk.
- Attractiepark de Efteling is niet alleen als zodanig van belang maar bevat ook tal van onderdelen die cultuurhistorisch van waarde zijn en de ontwikkeling van dergelijke parken weergeven. Vooral het Sprookjesbos en andere door Anton Pieck vormgegeven attracties kunnen in dit verband worden genoemd. De tien vroegste sprookjes dateren van 1950-1952.

## Evenementen

### Voormalige evenementen
| Naam evenement                  | Soort evenement                      | Van - tot  |
| ------------------------------- | ------------------------------------ | ---------- |
| Crozzfest                       | Popmuziek festival                   | 2007-2011  |
| Earthquake festival             | Hardrock- en metalfestival           | 1984-1986  |
| Jaarlijkse frikandellentoernooi | Eetwedstrijd                         | 1998-2011  |
| Kaatsheuvelse Pleinloop         | Wandelevenement                      | (Onbekend) |
| Midsummer Festival              | Foodtrucks & singer-songwriters      | 2015-2017  |
| Queenscore                      | Metalcore- en hardcore(punk)festival | 2002-2014  |
| The Night of Harmony            | Klassiek en popmuziek                | 2000-2014  |

### Terugkerende evenementen
- 80 van de Langstraat (wandelevenement);
- Anton Pieck Festijn (kerstevenement);
- Beachvolleybaltoernooi;
- Carnaval in "Turfstekerslaand";
- Fairytale Festival (dance- en house-evenement sinds 2015);
- Kaatsheuvelse Kermis;
- Kaatsheuvelse Paarden Dagen (Paardensport Demonstraties);
- Kinderdisco 'Seven/Eight'(Maandelijks terugkerend evenement);
- Pieckplein Foodtruck Festijn;
- Pleinfestival Kaatsheuvel (familie festival met meerdere thema's);
- Trekkertrek Kaatsheuvel (Muziek & cultuurfestival);
- Verlichte Sint Nicolaasintocht (een van de eerste verlichte intochten in Nederland);
- Kaatsheuvelse dorpskwis.
- Jeugdpret (kinder vakantieweek)

## Natuur en landschap
Ten noorden van Kaatsheuvel begint het natura 2000 gebied De Westelijke Langstraat met het kenmerkende slagenlandschap.

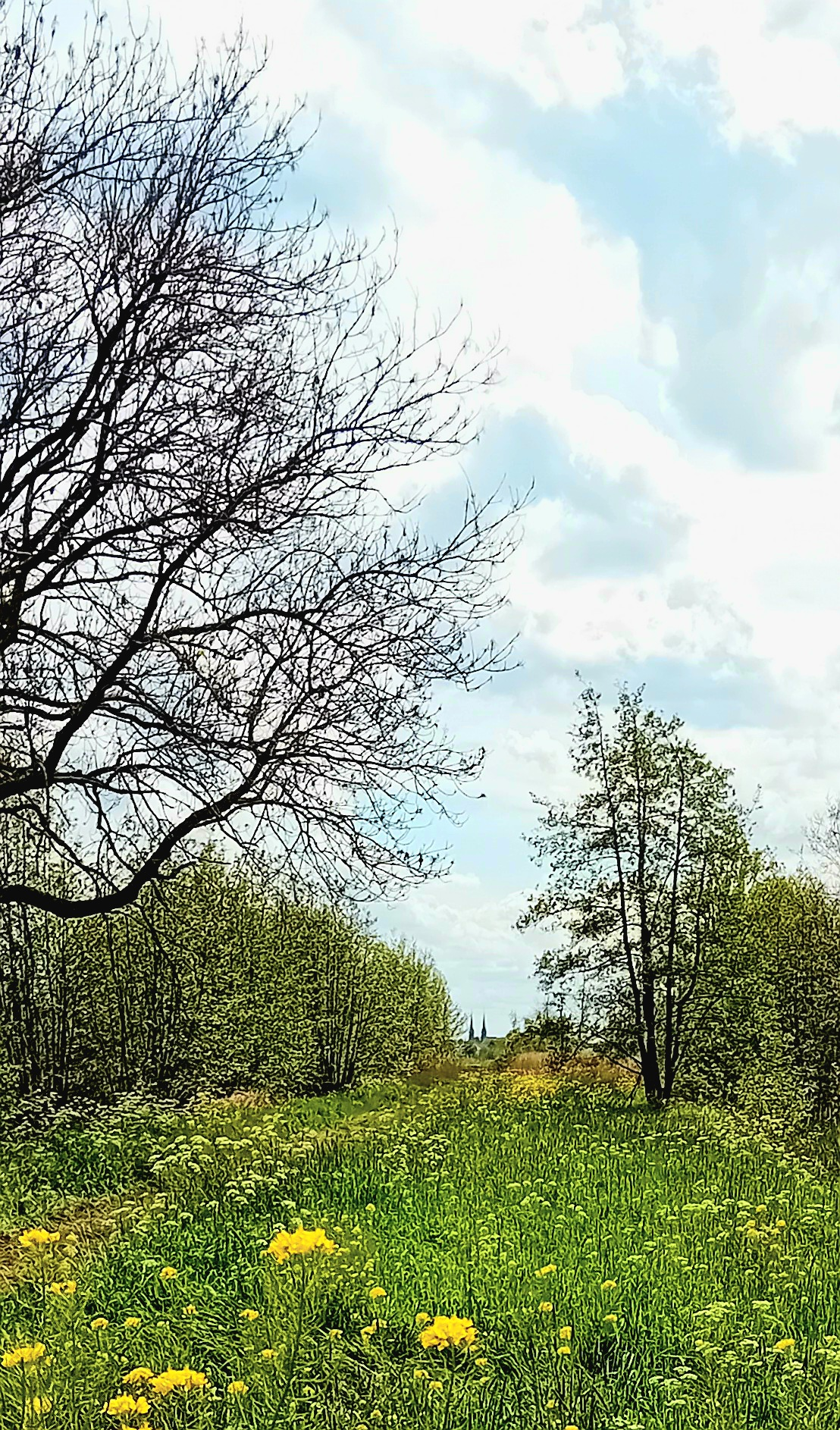
"De Westelijke Langstraat" met de Sint Jan
in Kaatsheuvel op de achtergrond

Naar het westen toe zijn broekontginningen. Hier treft men waterlopen als de Oude Leij en de Oude Vaart aan, die vroeger onder meer voor het transport van turf dienstdeden.

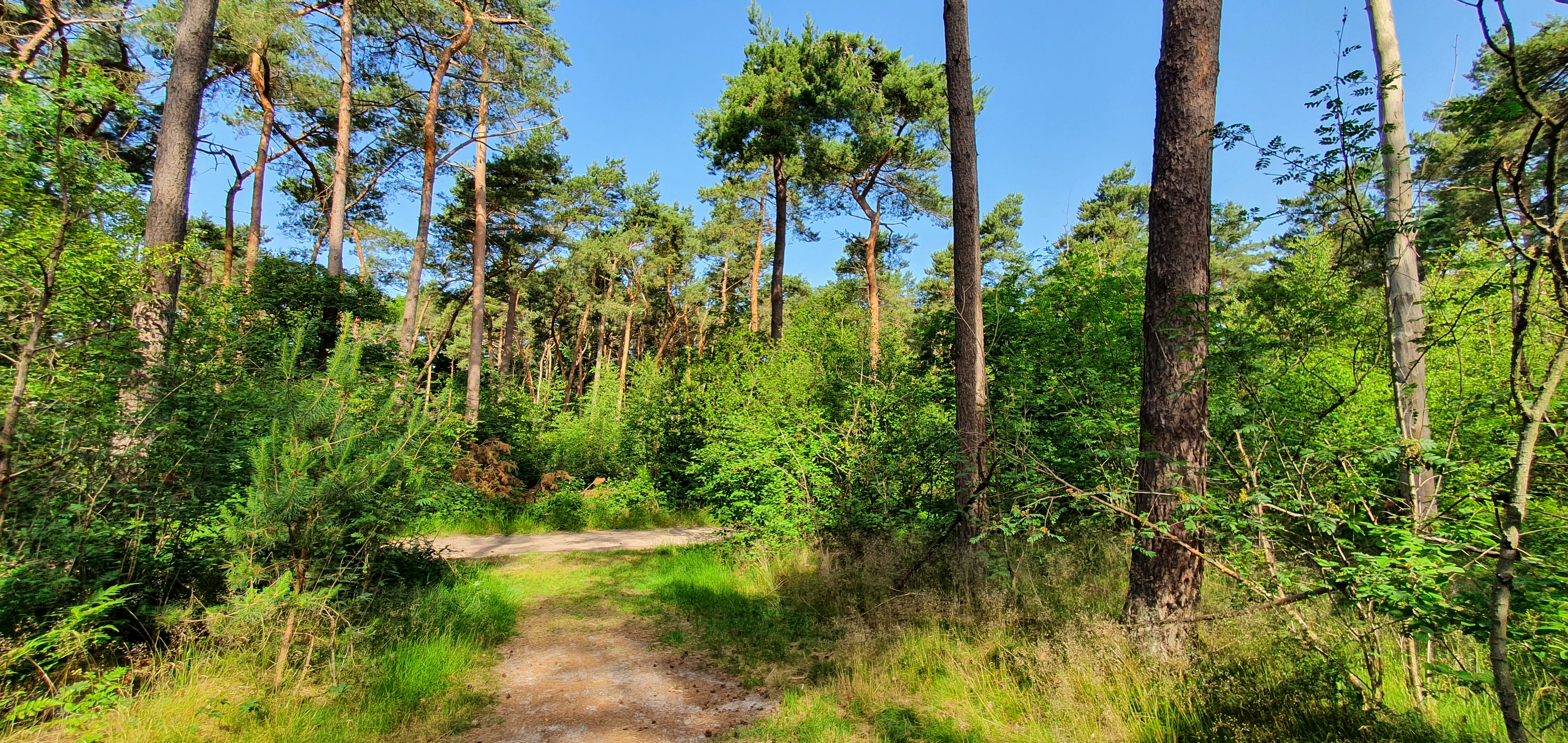
Nationaal Park de Loonse en Drunense Duinen

Ten zuiden van Kaatsheuvel liggen de terreinen van de Efteling en naar het oosten toe ligt Nationaal Park De Loonse en Drunense Duinen, een belangwekkend natuurgebied.
De deelgebieden Landgoed Plantloon, De Roestelberg en het MASt-gebied zijn goed toegankelijk vanuit Kaatsheuvel. 
Het meest noord-oostelijke punt van Landgoed Plantloon verbindt Kaatsheuvel met Afwateringskanaal 's-Hertogenbosch-Drongelen. Dit is de enige grote waterweg die grenst aan het dorp.

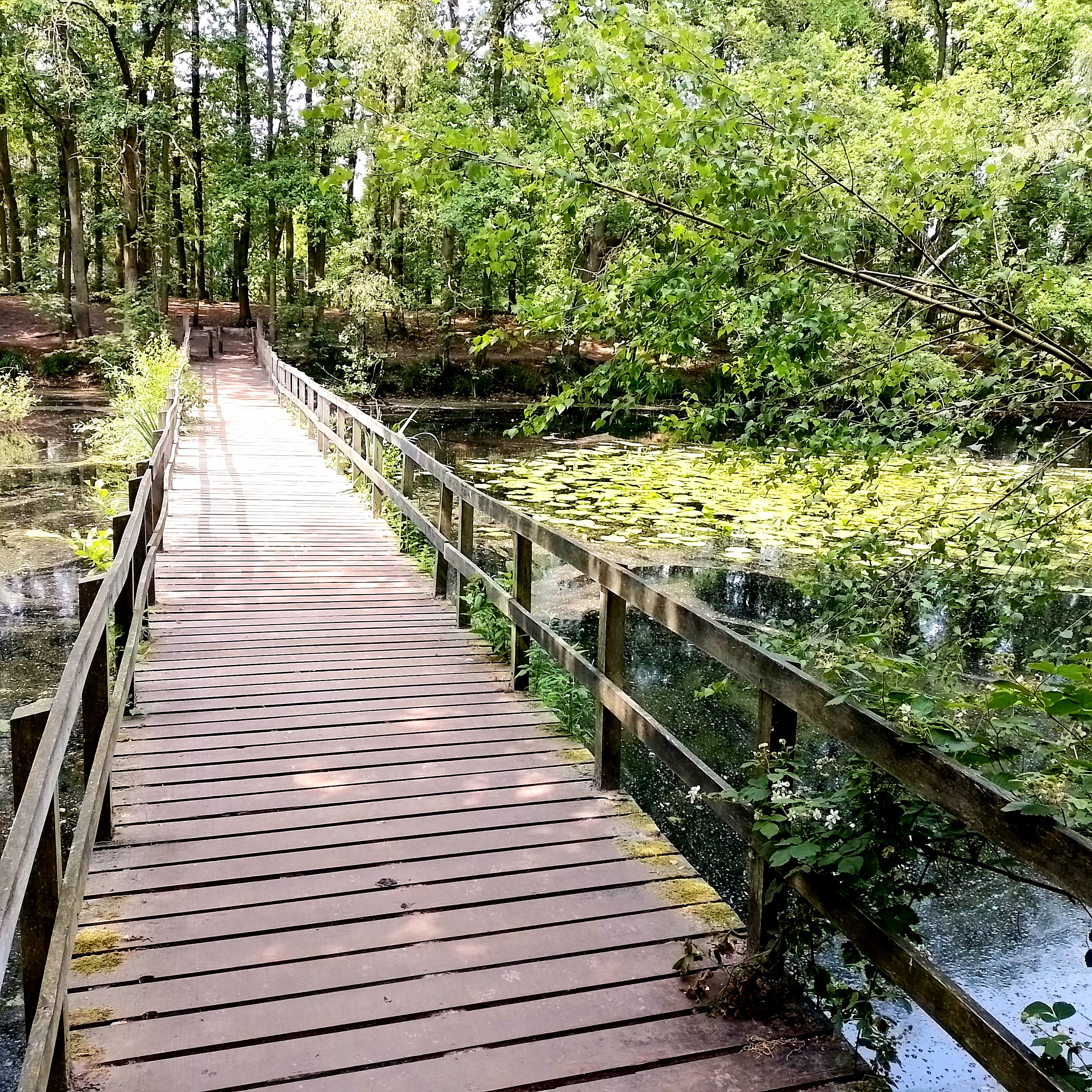
De Galgenwiel in Landgoed Plantloon

Het MASt-gebied (De Munitions Ausgabe Stelle) is een bosgebied waar de restanten van een Duits wapendepot zichtbaar zijn.
Ten westen van het Nationaal Park, ten zuiden van de Efteling is natuurgebied 't Loonsche Land hersteld in oude glorie, naar de situatie van rond 1850. Hierin spant een beuk uit het eind van de 19e eeuw de kroon. In 2020 is 't Loonsche Land onderdeel geworden van natuurpark Huis Ter Heide.

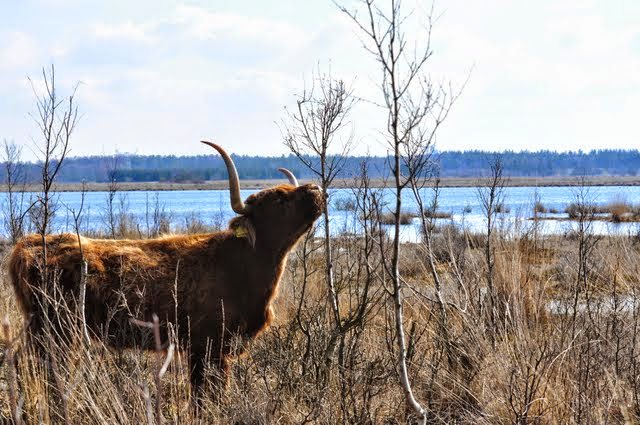
Natuurpark Huis ter Heide

Diverse parken zijn aangelegd voor wandelrecreatie. Een voorbeeld hiervan is het Vossenbergpark.

## Verkeer en vervoer
Kaatsheuvel ligt langs de N261.
Deze weg vormt een grens tussen het dorp en het Kaatsheuvelse recreatiegebied "Loons Hoekje".
Ten Noorden van Kaatsheuvel, achter Sprang en Natuurgebied Westelijke Langstraat, ligt de A59, beter bekend als de Maasroute.
Voor recreatief fietsen is Kaatsheuvel te bereiken met knooppunten 11 (Horst, achter de Efteling) 22 (Waalwijkse Baan, Haestrechtstraat) 23(Haestrechtstraat), 32 (Waalwijkse Baan, Loonse Duinen)
51 , (Kaatsheuvel centrum), 52 (Kinkenpolder), 53 (Europalaan), 55 (Eftelingse straat).
Kaatsheuvel is met de Trace snelfietsroute F261 verbonden met ten noorden Waalwijk en ten zuiden Loon op Zand, De Moer en Tilburg.
Openbaar vervoer per bus van Arriva met buslijnen:
- 136: 's-Hertogenbosch Station - Jeroen Bosch Ziekenhuis - Vlijmen - Nieuwkuijk - Drunen - Busstation Waalwijk - ETZ Waalwijk - Sprang Capelle - Kaatsheuvel - Efteling - Busstation Loon Op Zand - Loon Op Zand - Midden Brabantweg - Ringbaan West - Tilburg Station
- 231: Station Gilze-Rijen - Dongen - 's Gravenmoer - Kaatsheuvel - Sprang Capelle - Busstation Waalwijk
- 300: 's-Hertogenbosch Station - Jeroen Bosch Ziekenhuis - Busstation Waalwijk - Sprang Kruispunt - Kaatsheuvel - Efteling - Busstation Loon op Zand - Ringbaan West - Tilburg Station (Bravodirect maandag t/m vrijdag)
- 301: 's-Hertogenbosch Station - Jeroen Bosch Ziekenhuis - Vlijmen - Drunen - Busstation Waalwijk - Sprang Kruispunt - Kaatsheuvel - Busstation Loon Op Zand - Ringbaan West - Tilburg Station (Bravodirect)
- 800: 's-Hertogenbosch Station - Efteling (rijdt buiten vakantieweken in het weekend en tijdens vakantieweken elke dag)
- 801: Tilburg Station - Efteling (rijdt buiten vakantieweken in het weekend en tijdens vakantieweken elke dag)

Sinds de lente van 2018 rijden ook verschillende langeafstandsbussen van Flixbus via Kaatsheuvel.

## Geboren of woonachtig geweest in Kaatsheuvel
- Reinier van der Heijden (1898-1981), een van de oprichters van de Efteling
- Piet Laros (1901-1997), vrijwilliger in de Spaanse Burgeroorlog, verzetsstrijder tijdens de Tweede Wereldoorlog
- Jantje Koopmans (1924-2013), volkszanger
- Jan Reijnen (1927-2020), politicus en bestuurder
- Marius van Amelsvoort (1930-2006), politicus
- Ben Knapen (1951), journalist, bestuurder en historicus
- Corné Klijn (1961), radio-dj
- Carlos van Wanrooij (1967), voetballer
- Jacqueline Govaert (1982), zangeres
- Ruben Brekelmans (1986), politicus
- Hetty van de Wouw (1998), baanwielrenner
- Thom Craane (1991), zanger